# Joseph Mallord William Turner
Pour les articles homonymes, voir William Turner et Turner.
Joseph Mallord William Turner, plus connu sous le nom de William Turner ou de ses initiales J. M. W. Turner, est un peintre, aquarelliste et graveur britannique, né vers le 23 avril 1775 à Londres, où il est mort le 19 décembre 1851.
Initialement de la veine romantique anglaise, son œuvre est marquée par une recherche novatrice audacieuse qui le fait considérer, avec son contemporain John Constable, comme un précurseur de l'impressionnisme.
Renommé pour ses huiles, Turner est également un des plus grands maîtres anglais de paysages à l'aquarelle. Il y gagne le surnom de « peintre de la lumière ». La plus grande partie des œuvres de Turner est conservée à la Tate Britain.

## Biographie

### Naissance et famille
William Turner a une telle manie du secret que sa date de naissance est incertaine. Lui-même revendique la date du 23 avril 1775, le jour de la fête de la Saint-Georges et l'anniversaire supposé de William Shakespeare, mais cette affirmation n'a jamais pu être vérifiée. Son testament indique aussi le souhait qu'à cette date un dîner commémoratif soit donné à la Royal Academy. La première date dont les historiens sont sûrs est donc son baptême le 14 mai 1775 à l'église Saint-Paul dans le quartier de Covent Garden à Londres,. Il est né au 21 Maiden Lane à Covent Garden et ses trois prénoms sont ceux de son oncle maternel.
William Turner est le fils d'un barbier-perruquier, William Gay Turner (1745-1829), qui a sa boutique près de l'église Saint-Paul, au rez-de-chaussée de sa maison au no 21 d'une sombre venelle appelée Maiden Lane. Sa mère, Mary Marshall, est issue d'une famille de bouchers. Neurasthénique, elle perd progressivement la raison et entre en 1799 au St Luke's Hospital for Lunatics, puis au Bethlem Royal Hospital l'année suivante. Elle y meurt en 1804. L'une des raisons de sa folie est probablement le décès de la jeune sœur de William, Mary Ann, née en septembre 1778 et morte en août 1784 avant ses 6 ans. Si les relations avec sa mère sont difficiles, il semble que, malgré ce contexte, l'enfance de Turner ait été « chaleureuse ». Il observe les bateaux qui accostent sur la Tamise, et côtoie les nombreux artistes qui vivent dans le quartier populaire de Covent Garden.

### Débuts

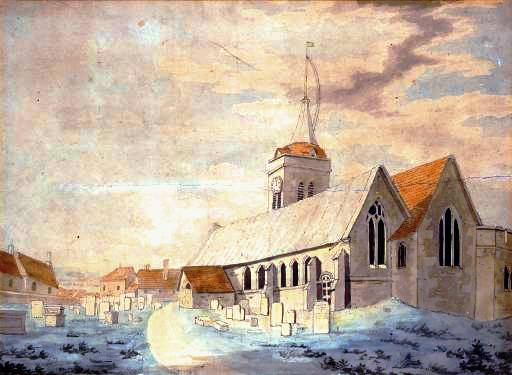
Drawing of St John's Church, Margate, vers 1786.

Parce qu'on lui suppose une santé fragile à la suite de la mort de sa sœur Mary Anne, et parce que la maladie de sa mère s'aggrave,, le jeune Turner est envoyé à ses 10 ans en 1785 chez un oncle maternel à Brentford, petite ville sur les rives de la Tamise, dans le Middlesex, à l'ouest de Londres. Il y va à l'école. C'est probablement à Brentford que son intérêt pour le dessin et la peinture s'éveille. L'exercice artistique connu le plus ancien de Turner est de cette époque ; il s'agit d'une série de coloriages simples de gravures issues du livre Picturesque View of the Antiquities of England and Wales d'Henry Boswell.
L'année suivante, en 1786, il suit son oncle et est envoyé à Margate, dans le Kent, au bord de la mer du Nord,. Il y est également scolarisé. À partir de cette époque, il commence à produire des dessins que son père expose à la vitrine de son commerce, et vend pour quelques shillings. C'est aussi à partir de ce moment qu'il signe ses œuvres. À Margate, il produit une série de dessins de la ville et de la zone environnante préfigurant son travail plus tardif. En 1789, Turner habite de nouveau chez son oncle, lequel a pris sa retraite à Sunningwell, à l'époque dans le Berkshire. Un carnet de croquis de cette période ainsi qu'une aquarelle d'Oxford attestent de sa poursuite artistique. L'utilisation de croquis au crayon sur place, comme le fondement préliminaire de peintures achevées plus tard, constitue la base de la manière de travailler que Turner conservera toute sa carrière.
Grâce au soutien de son père, il a l'occasion de travailler à Covent Garden comme coloriste d'estampes chez le graveur John Raphael Smith et l'éditeur Colnaghi. Son père est étonnamment fier des facultés artistiques de son fils. Il se vante même à l'artiste Thomas Stothard que son « […] fils, monsieur, va être un peintre ». Cependant, ses centres d'intérêt se fixent sur l'architecture puis le paysage.
À presque 14 ans, il obtient son premier emploi de dessinateur chez l'architecte Thomas Hardwick. Il y réalise notamment des aquarelles de la reconstruction de l'église Saint-Marie de Wanstead. Marquant un vif intérêt pour l'architecture, il prend également des cours de perspective et de topographie auprès du dessinateur en architecture Thomas Malton le Jeune,, son « véritable maître » selon lui,. Il se passionne alors pour le « paysage topographique » qui est en vogue en Grande-Bretagne et il en fait le cœur de sa technique.

### Entrée à la Royal Academy

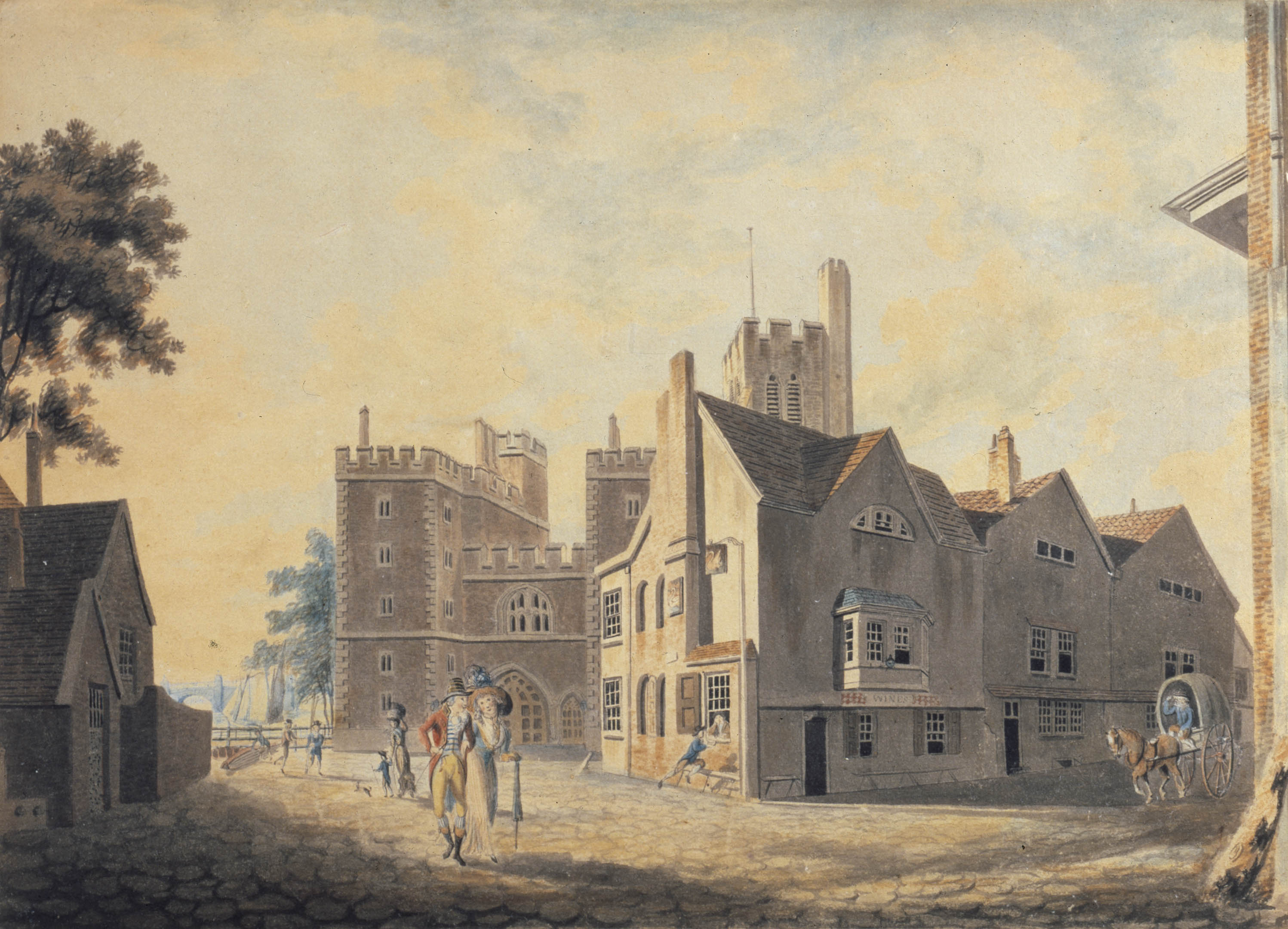
Le Palais de l'archevêque à Lambeth, 1790.

Incité par l'artiste John Francis Rigaud, il entre le 11 décembre 1789 — âgé de 14 ans seulement — à l'école de la Royal Academy après un essai et une épreuve technique. Ce parcours est classique pour les artistes de son temps, même s'il se démarque par la suite par la précocité de l'ascension de l'artiste. La Royal Academy offre un enseignement gratuit et de haute qualité. Il y côtoie Joshua Reynolds, premier président de la Royal Academy, et son influence, au moins théorique, est telle qu'il en fera mention dans son testament.
Turner réside alors avec sa famille, qui occupe un logement au 26 Maiden Lane, à Covent Garden, à quelques numéros de sa maison natale.
Il est autorisé à présenter des aquarelles à l'exposition d'été de la Royal Academy — notamment Le Palais de l'archevêque à Lambeth — alors qu'il n'y est élève que depuis un an.
C'est à cette période, au cours de premiers voyages hors de Londres comme chez l'ami de son père John Narraway à Bristol en 1791, puis à Bath et à Malmesbury, qu'il réalise l'importance de dessiner des croquis préliminaires avant de poursuivre ses œuvres en atelier. Il développe ainsi l'habitude de prendre des idées à l'extérieur en été pour travailler en atelier en hiver. En 1792, Turner rend de nouveau visite à la famille Narraway et voyage dans le Sud du pays de Galles.
En 1792, il rencontre l'architecte John Soane et W. F. Wells, deux hommes qui resteront proches de l'artiste.
En 1793, Turner reçoit le prix de la « Greater Silver Palette » par la Royal Academy. Il profite de l'été pour visiter Hereford et Tintern et de l'automne pour le Kent et le Sussex.
En 1794, il voyage dans les Midlands et le Nord du pays de Galles. La même année, il fait la rencontre de l'artiste Thomas Girtin.
En 1795, il se rend à nouveau dans le Sud du pays de Galles puis visite l'île de Wight. Il reçoit la même année une commission de John Landseer et de Richard Colt Hoare.

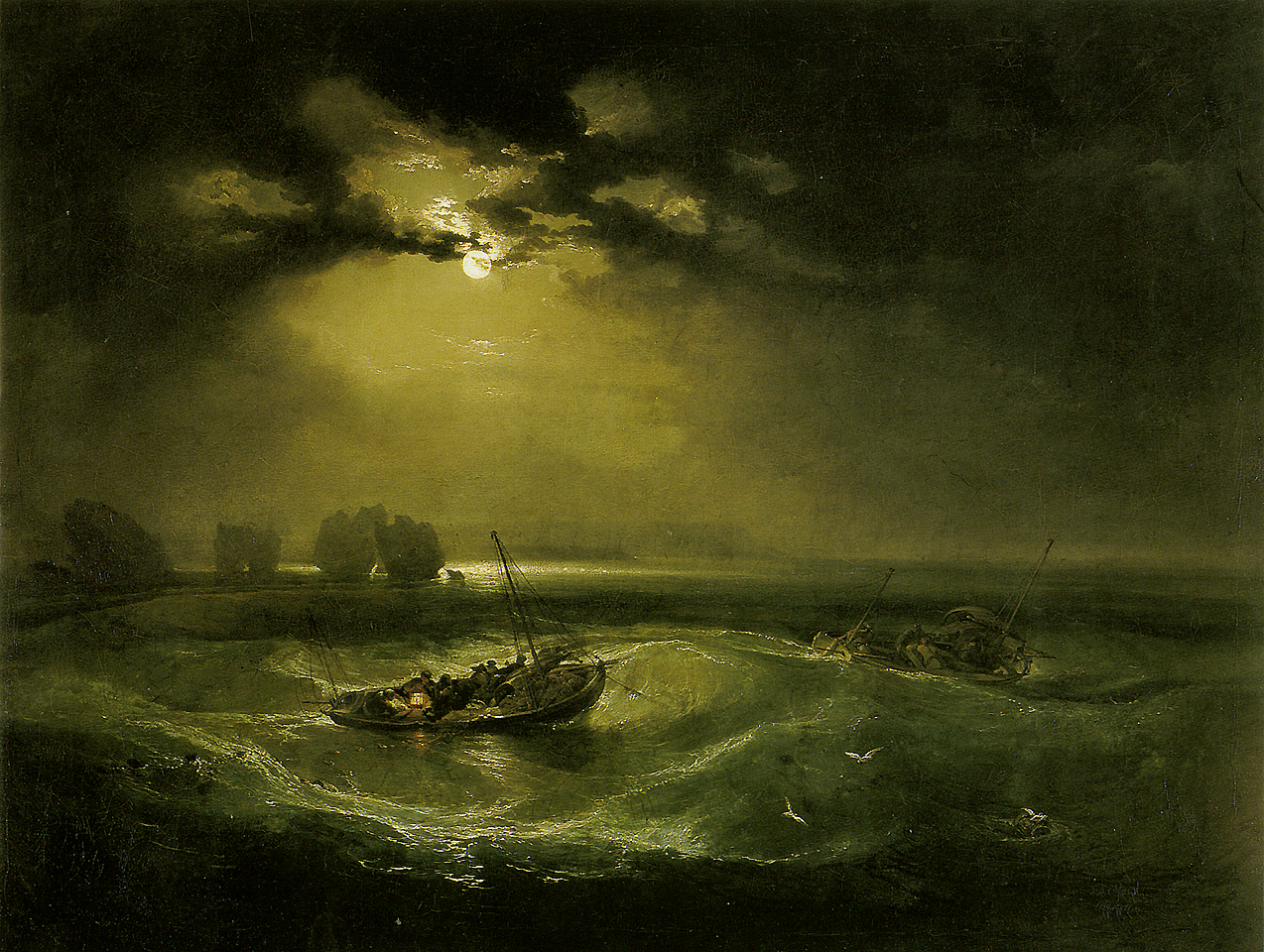
Pêcheurs en mer, 1796.

D'un style alors plutôt rigoureux, il expose en 1796 sa première peinture à l'huile, Pêcheurs en mer, à la Royal Academy. Cette peinture de marine d'une scène nocturne au large des Needles de l'île de Wight est à la fois réaliste par l'effet de Lune et de ses reflets sur la mer et romantique par son atmosphère. Elle marque également par son fort contraste. Selon le conservateur Andrew Wilton, ce tableau est « un résumé de tout ce qui avait été dit à propos de la mer par les artistes du XVIIIe siècle » et montre une forte influence d'artistes tels que Horace Vernet, Philippe-Jacques de Loutherbourg, Peter Monamy ou encore Francis Swaine. L'huile sur toile est saluée par les critiques contemporaines et installe la réputation de Turner, à la fois comme un peintre à l'huile et peintre de marine.
C'est aussi à partir de cette année, 1796, qu'il expose chaque année à la Royal Academy, et ce jusqu'à la fin de sa vie. En tout, deux cent soixante aquarelles et peintures seront exposés par Turner à cet événement. Toujours en 1796, il se rend à Brighton.
En 1797, il visite le Nord de l'Angleterre, le Lake District et Harewood dans le Yorkshire afin de travailler pour Edward Lascelles.
En 1798, il visite le Kent avec le révérend Robert Nixon et Stephen Peter Rigaud, puis le pays de Galles à nouveau. Toujours en 1798, il décide de tout faire pour devenir membre de la Royal Academy. Si son talent est déjà reconnu, sa jeunesse est un frein. Il doit alors faire une véritable campagne pour obtenir les faveurs des membres de l'institution,.

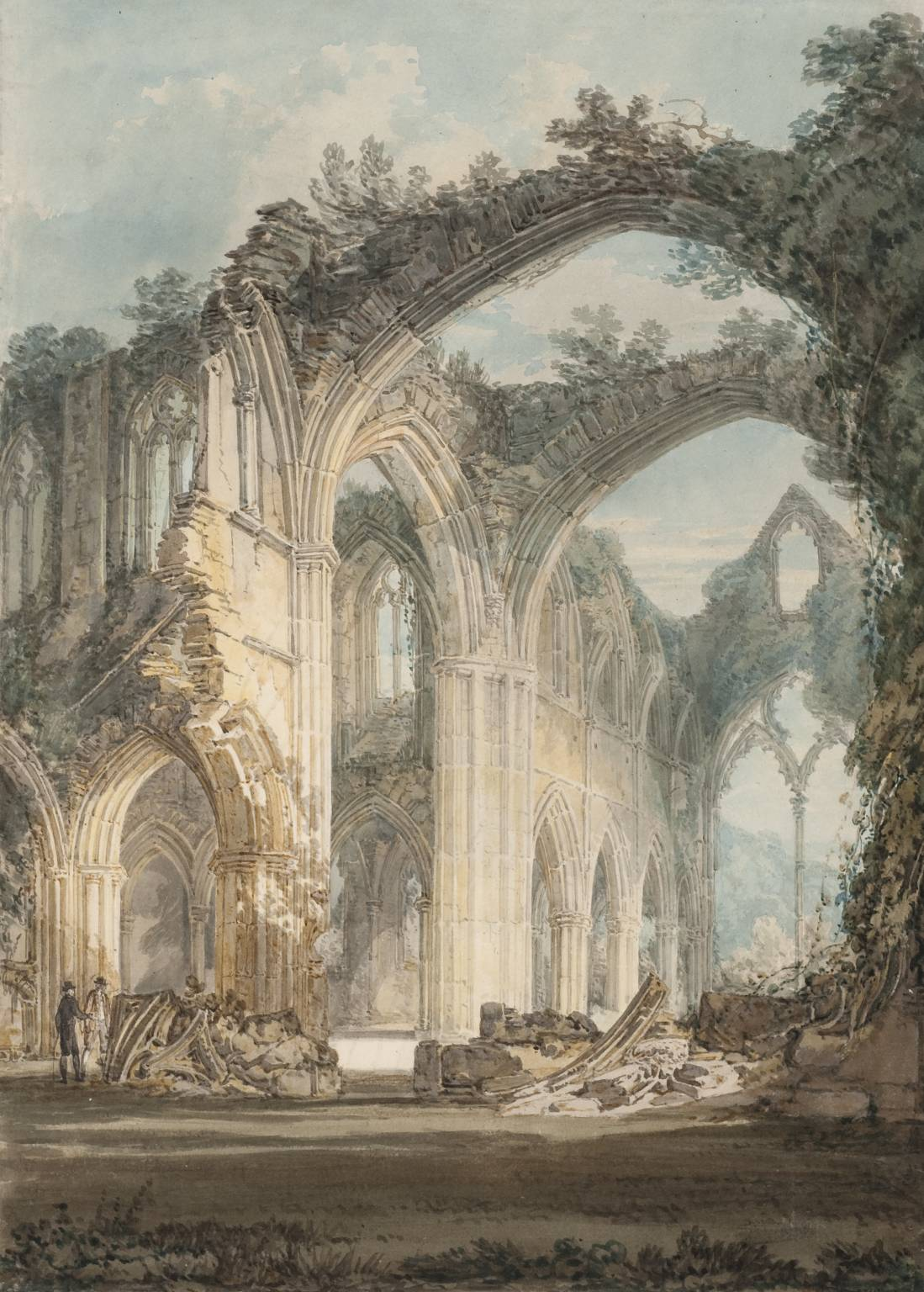
Abbaye de Tintern, 1794.

En 1799, il est recommandé au diplomate Thomas Bruce pour être son dessinateur en Grèce, mais Turner n'accepte pas les conditions et l'Italien Giovanni Battista Lusieri est choisi à sa place. En août et septembre, il travaille pour l'écrivain William Thomas Beckford qui lui achète plusieurs œuvres topographiques de son abbaye de Fonthill,, puis en octobre, il visite de nouveau le Nord du pays de Galles, puis le village de Knockholt. La même année, il est finalement élu membre associé le 4 novembre, à 24 ans. Au-delà du prestige, c'est l’occasion pour lui de donner ses lettres de noblesse à la peinture de paysage, alors un courant mineur, à l'inverse de la tradition de la peinture d'histoire,.
Au fil du temps, il rencontre ses premiers mécènes comme Thomas Monro — médecin au Bethlem Royal Hospital, il s'occupera de la mère de Turner — et Richard Colt Hoare, et à la fin du siècle, il dispose d'une clientèle abondante et établie.
Un appui important pour son travail vient de Walter Fawkes, de Farnley Hall près d'Otley dans le Yorkshire, dont il devient un ami proche. Turner avait rendu visite à Otley en 1797, lorsqu’il avait 22 ans, alors qu'il devait peindre des aquarelles de la région. Il aime tellement Otley et sa région qu'il va y revenir régulièrement le long de sa carrière. La toile de fond de Hannibal traversant les Alpes est réputée comme ayant été inspirée par une tempête sur le Chevin à Otley, alors qu'il se trouvait à Farnley Hall.
Les années 1790 sont marquées par l'influence du travail sur le paysage de Richard Wilson, lui-même inspiré par Claude Gellée. Le tableau Château de Dolbadarn, nord du pays de Galles — utilisé pour son diplôme — ou encore Paysage avec le père de Psyché sacrifiant à Apollon en reprennent des caractéristiques.

Exemples d'œuvres de Turner au début de sa carrière
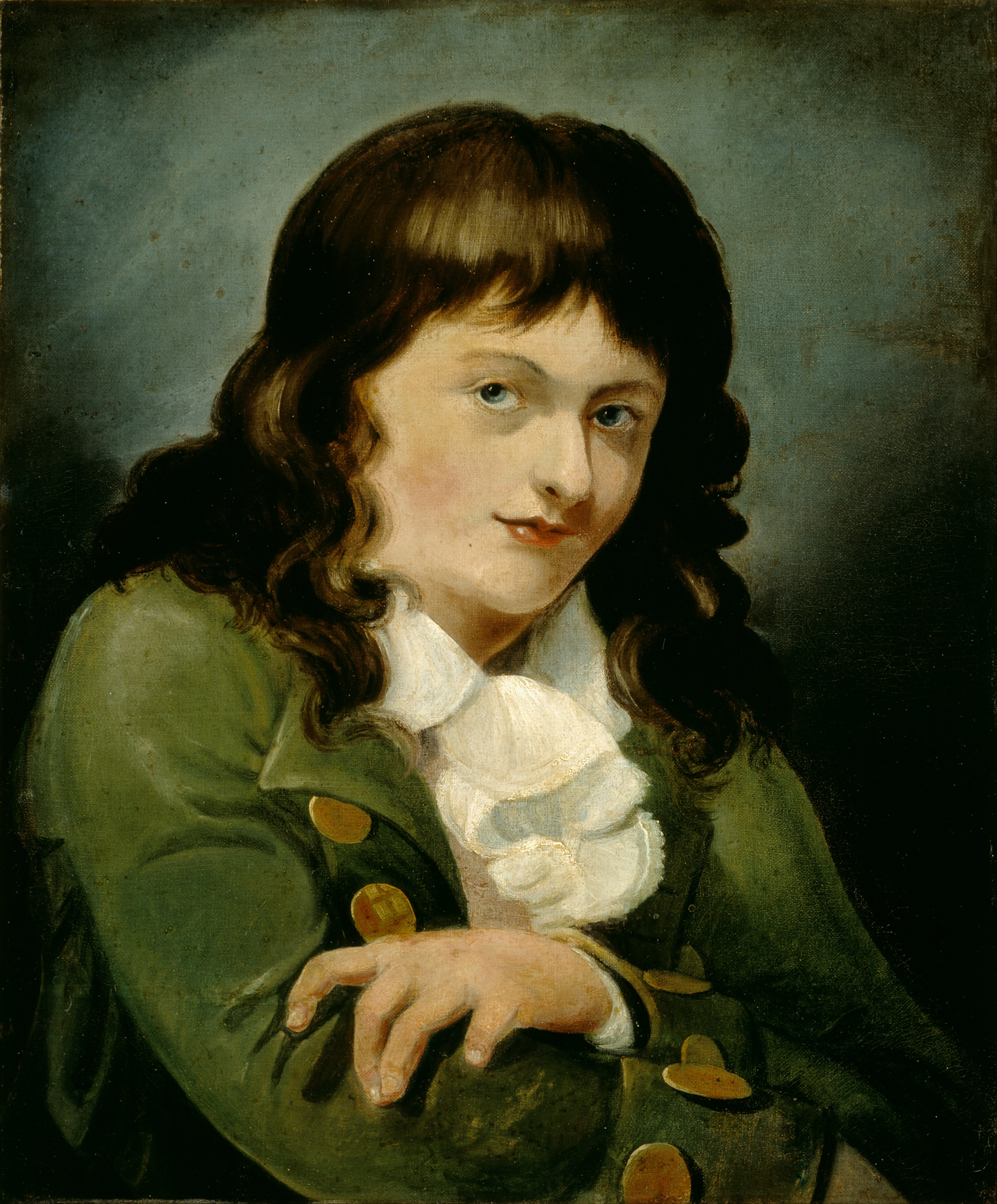
Autoportrait, 1791-1793.
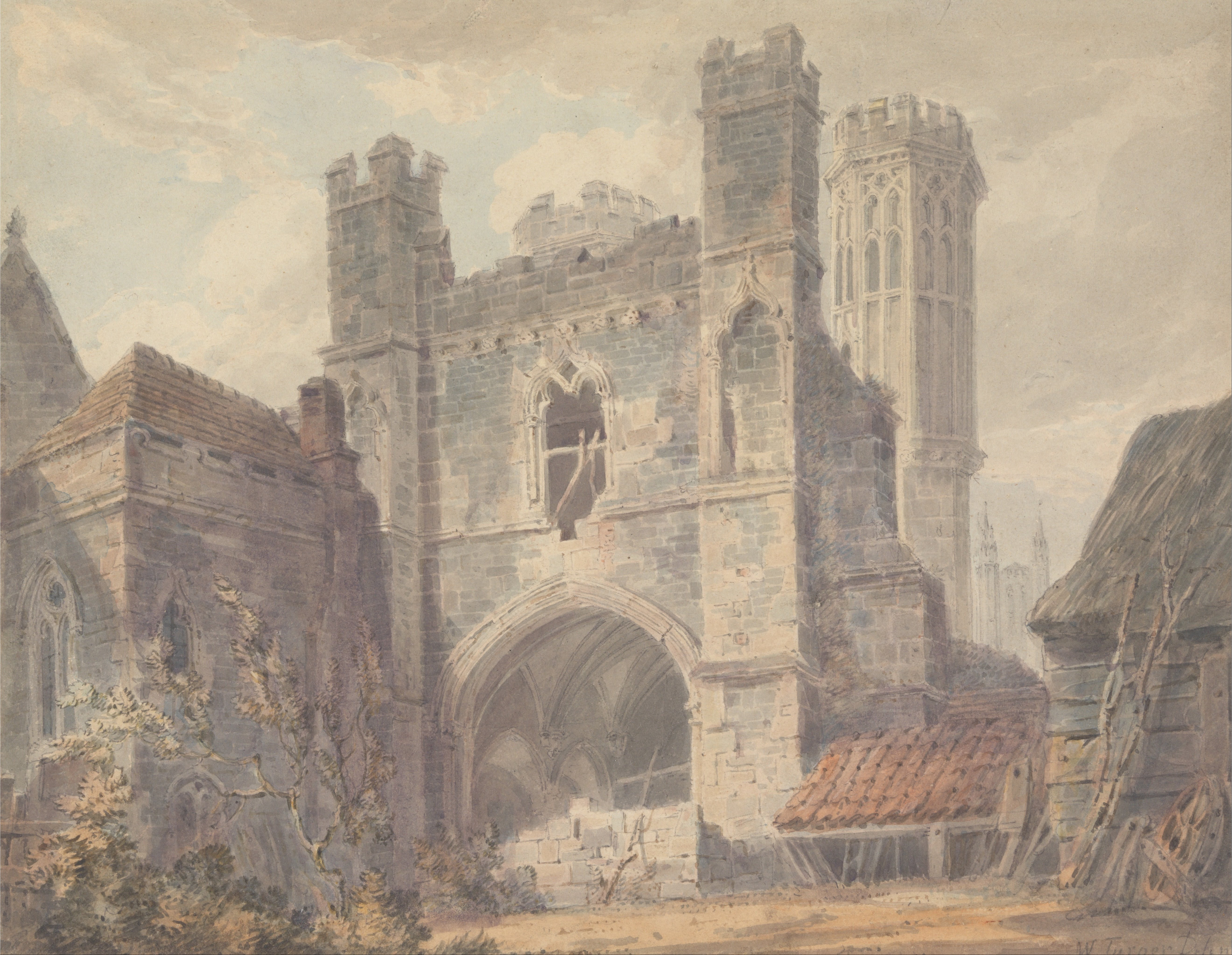
St. Augustine's Gate, Canterbury, 1792-1793.
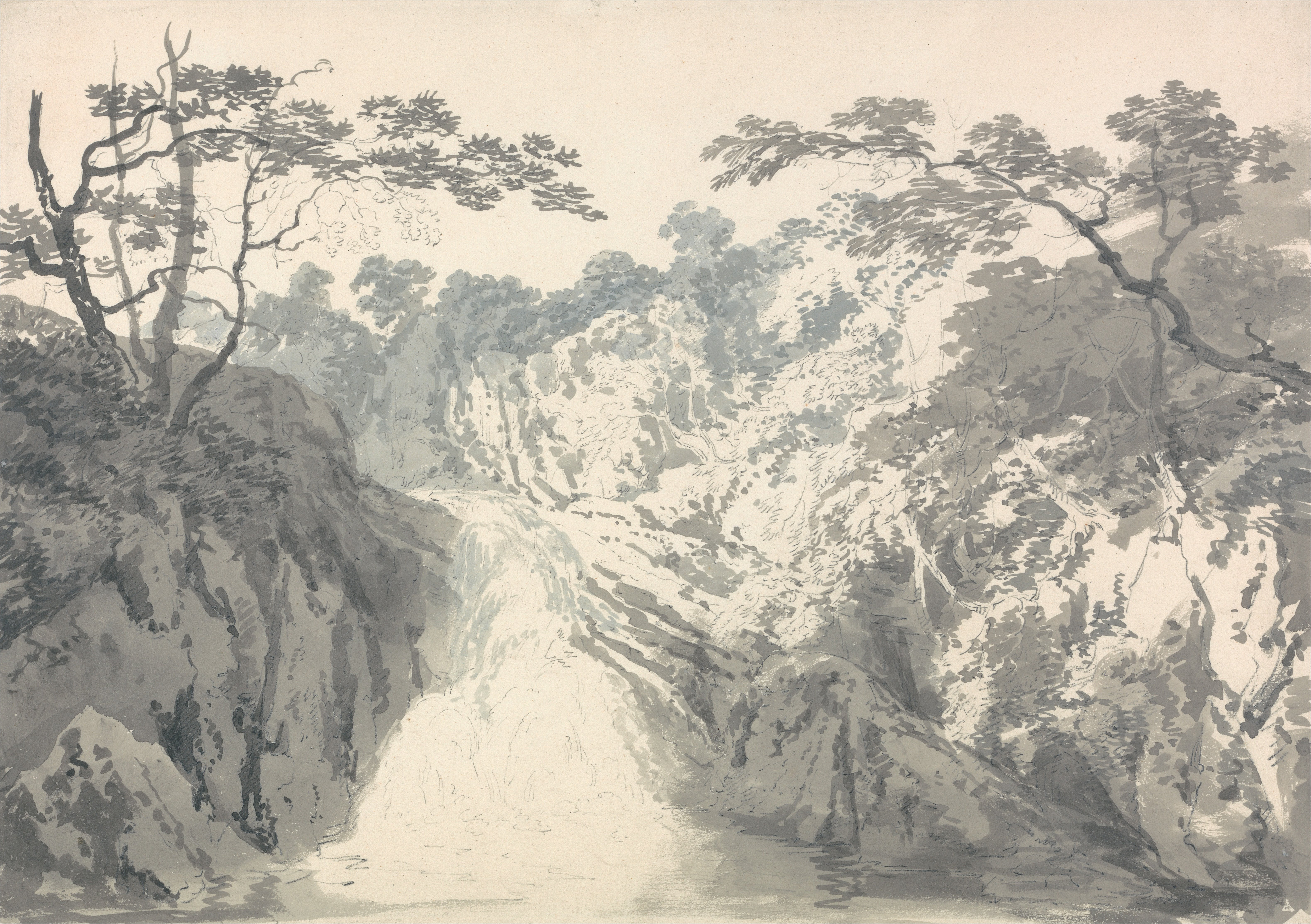
Landscape with Waterfall, 1796.
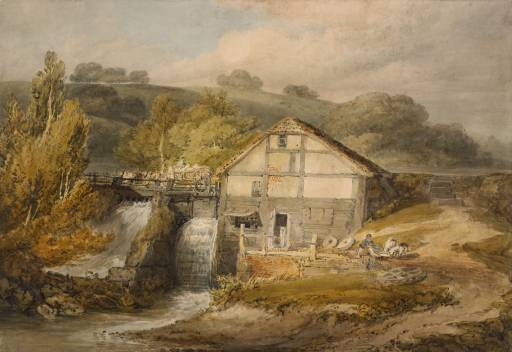
Keyes Mill, Pembury, vers 1796.
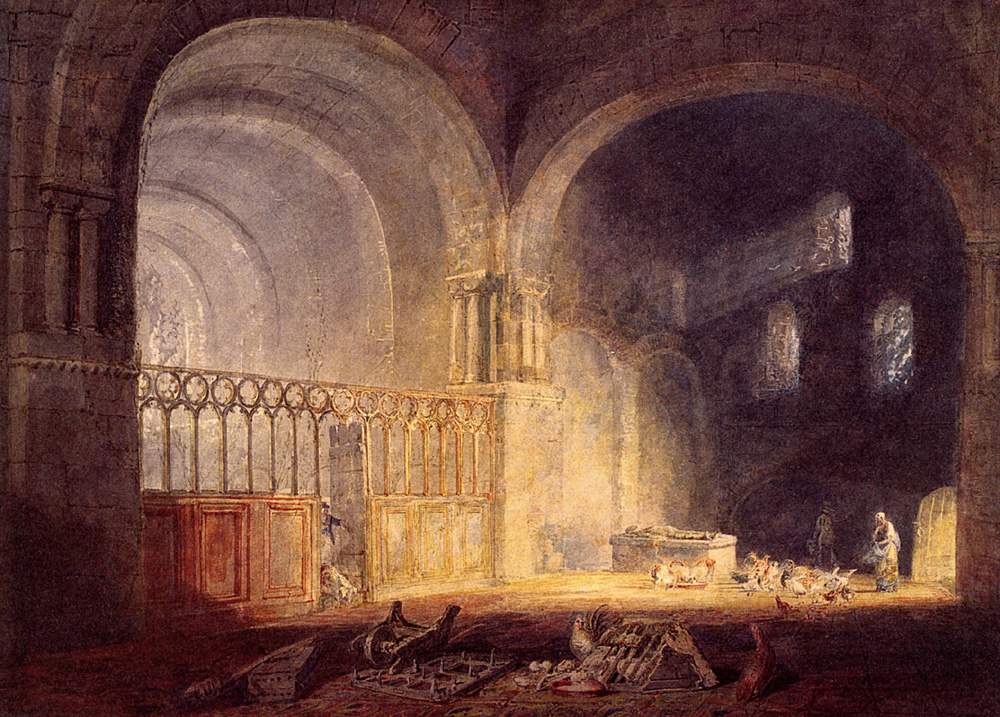
Transept of Ewenny Priory, Glamorganshire, 1797.
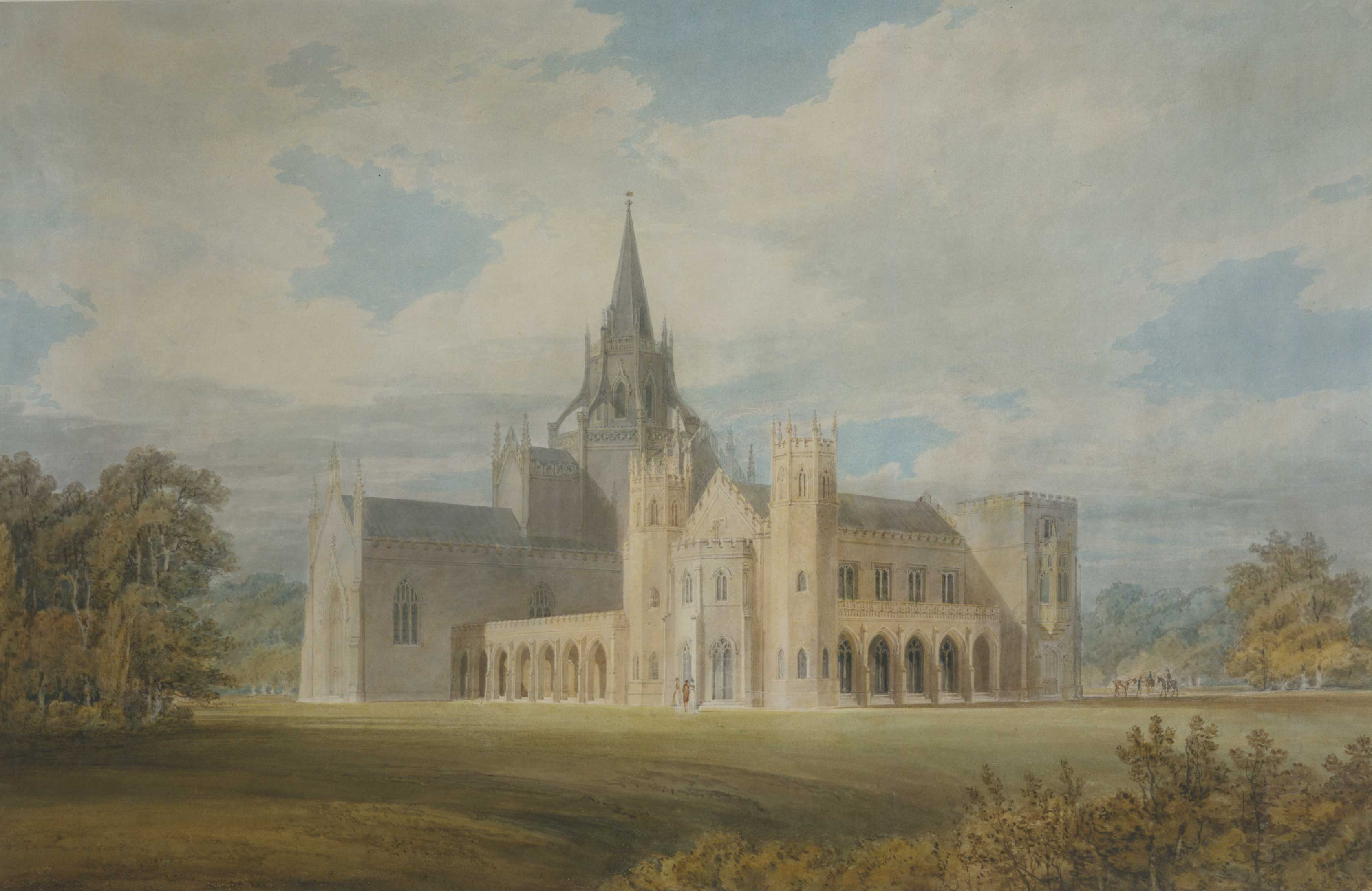
Fonthill Abbey from the South West, 1799.

### Vers la notoriété

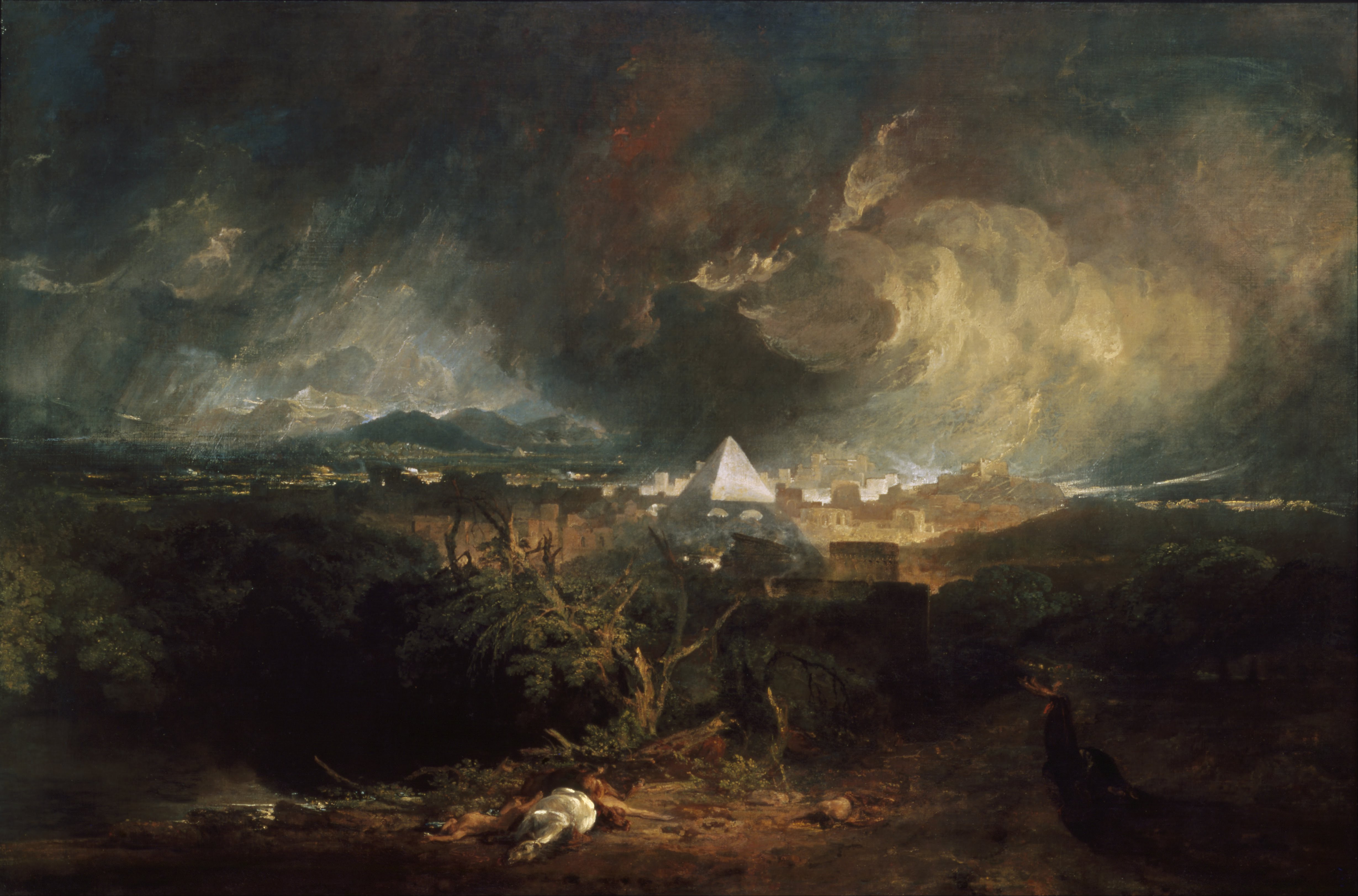
La Cinquième Plaie d'Égypte, 1800.

À partir de 1799-1800, il partage un studio avec le peintre John Thomas Serres.
En 1800, George Dance le Jeune dessine le portrait de Turner.
La même année, Turner expose La Cinquième Plaie d'Égypte à la Royal Academy. Il s'agit d'une œuvre entre la peinture d'histoire et la peinture de paysage. Le premier propriétaire du tableau est l'ancien client William Thomas Beckford et la somme déboursée — 150 guinées — participe à établir la renommée de Turner. La Cinquième Plaie d'Égypte marque des influences du peintre français Nicolas Poussin.
Le duc de Bridgewater Francis Egerton commissionne en 1800 à Turner Bateaux hollandais dans la tempête comme pendant à Bateaux sur une mer tempétueuse de Willem van de Velde le Jeune. En Angleterre, Turner est souvent l'hôte de George Wyndham, 3e comte d'Egremont, à Petworth House dans le Sussex, ce qui donne naissance à une série de peintures.
En 1801, il visite le nord de l'Écosse, le Lake District et Chester.

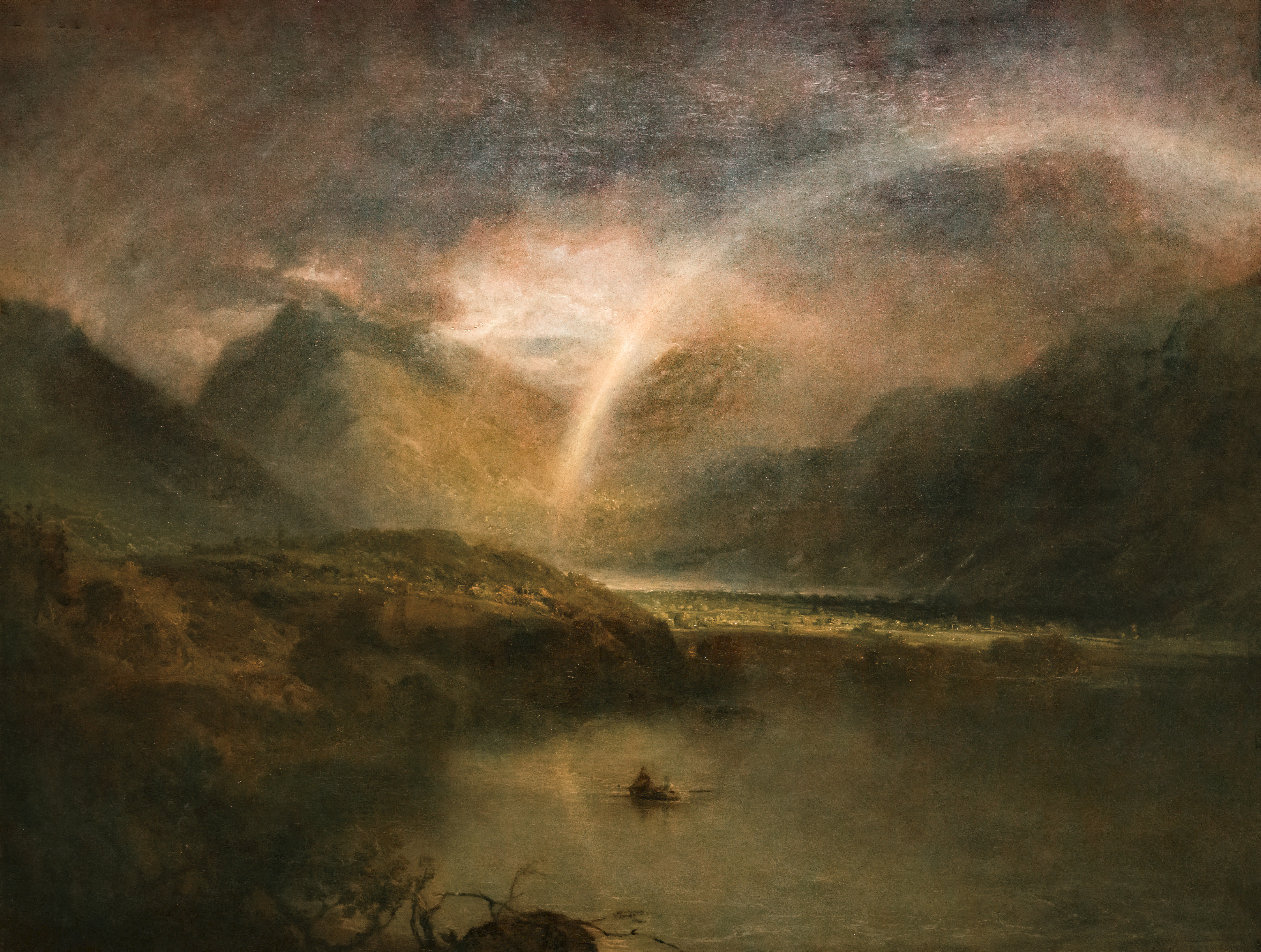
Buttermere Lake, with Park of Cromackwater, Cumberland, a Shower, vers 1797-1798.
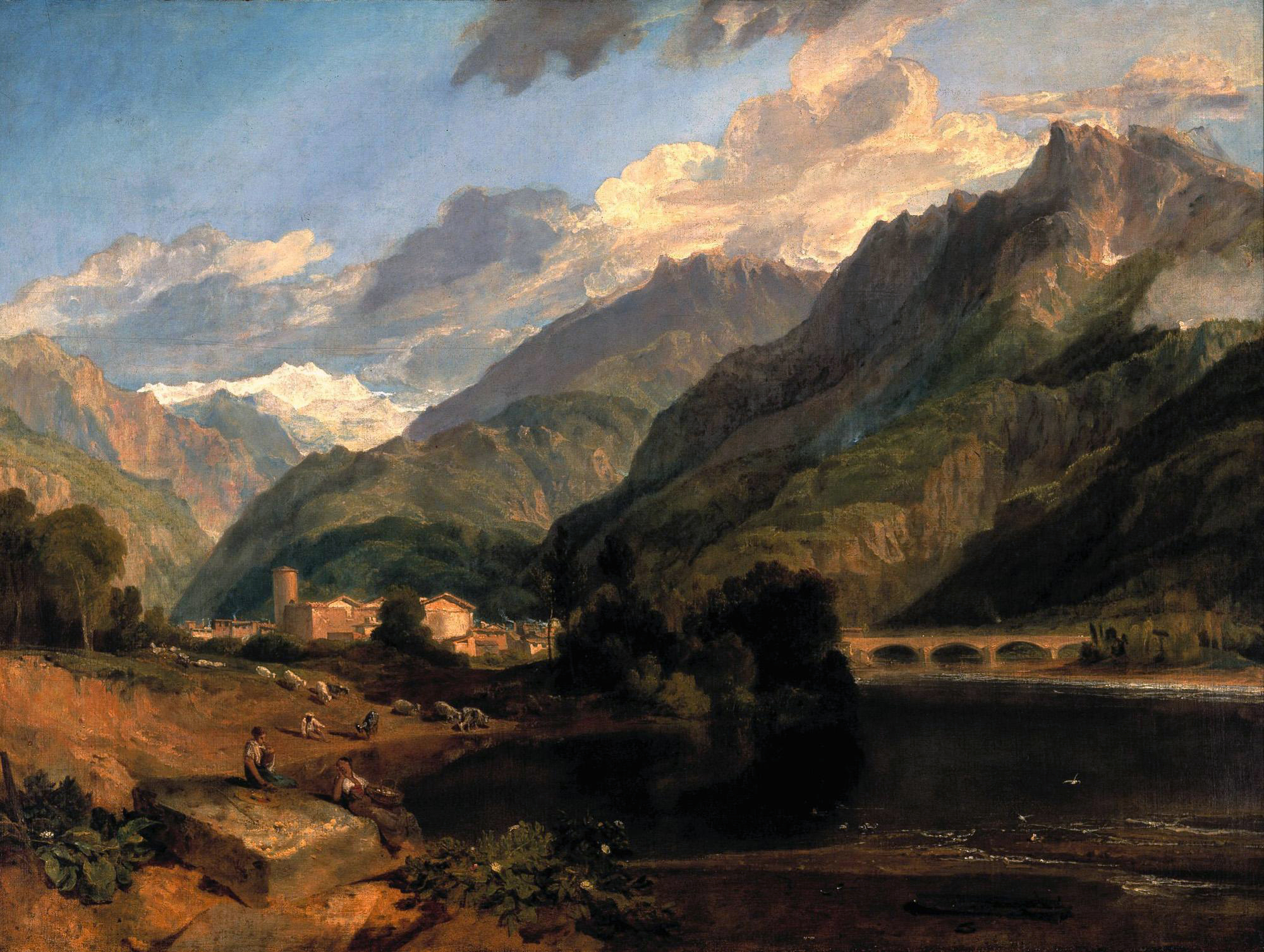
Bonneville, Savoie, 1803.
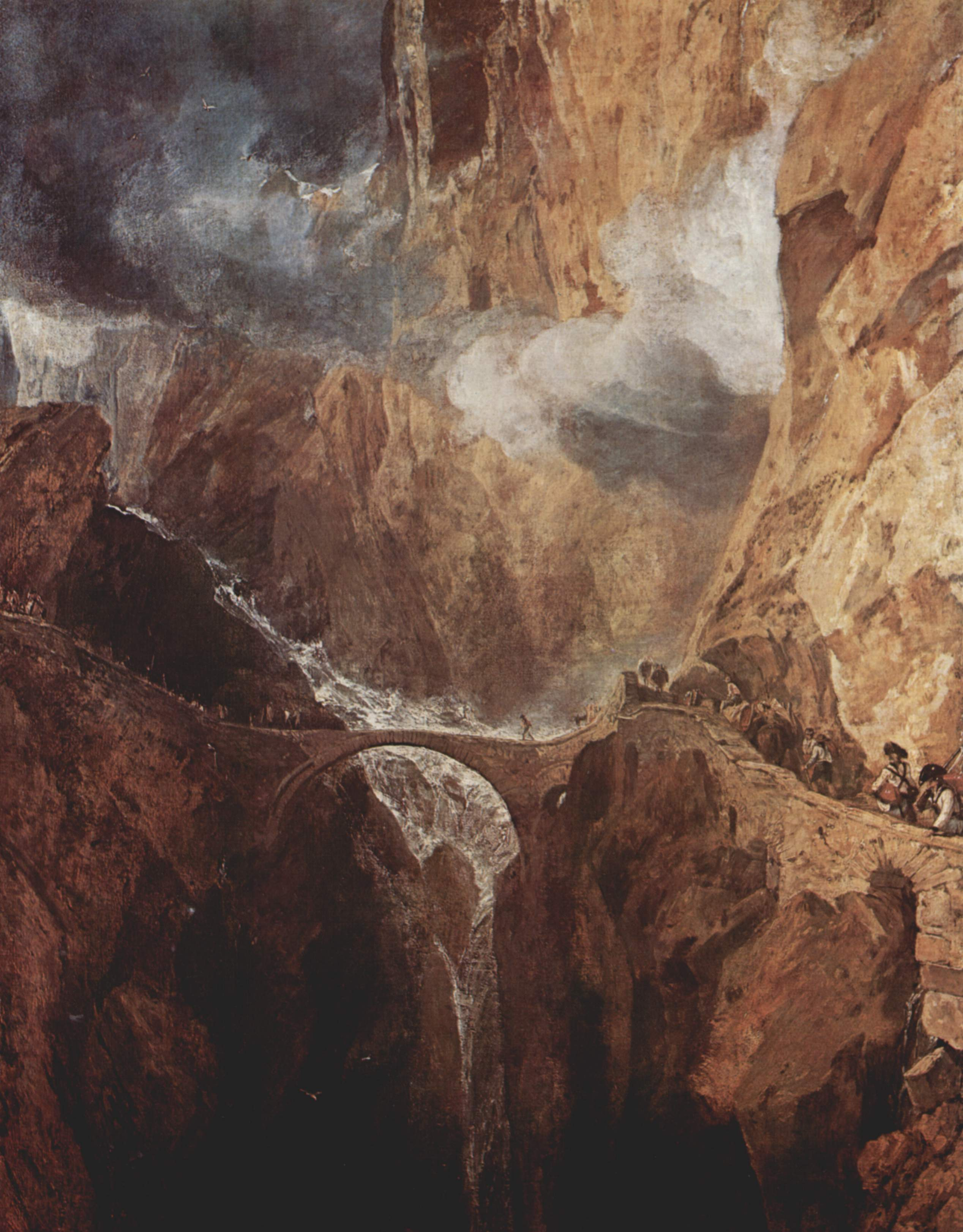
Col du Saint-Gothard, 1803-1804.
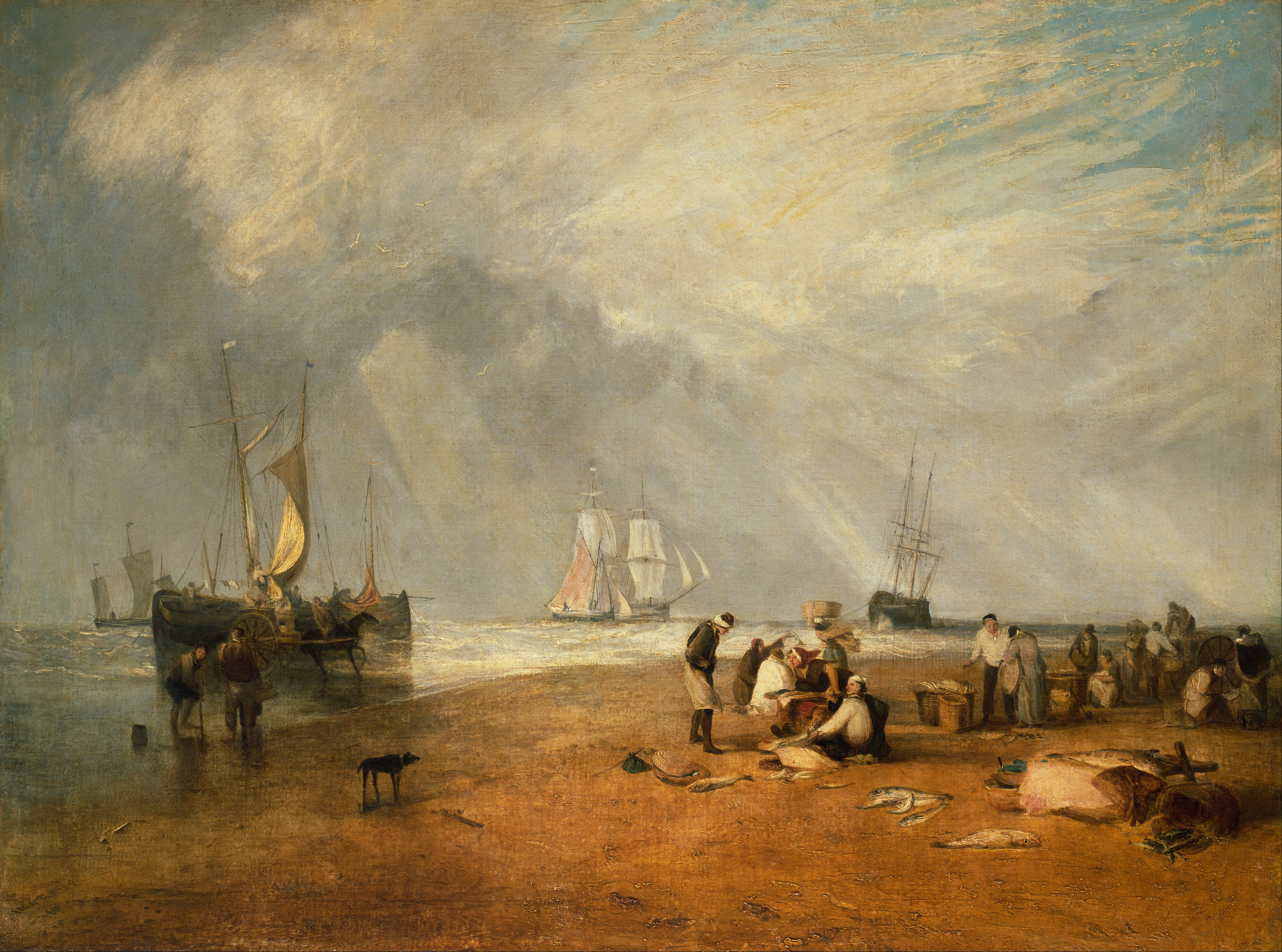
The Fish Market at Hastings Beach, 1810.
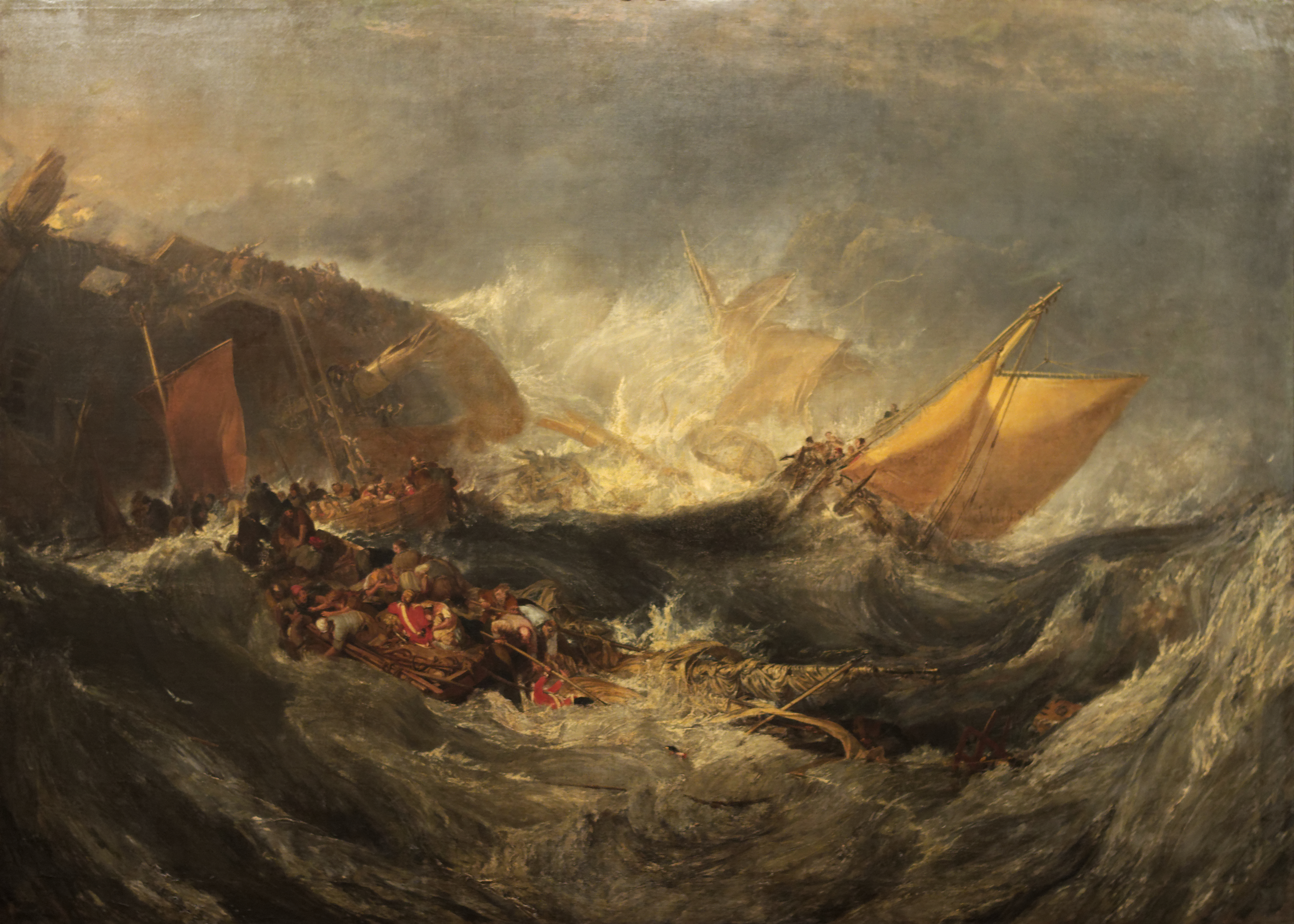
Le Naufrage du Minotaur, 1810.
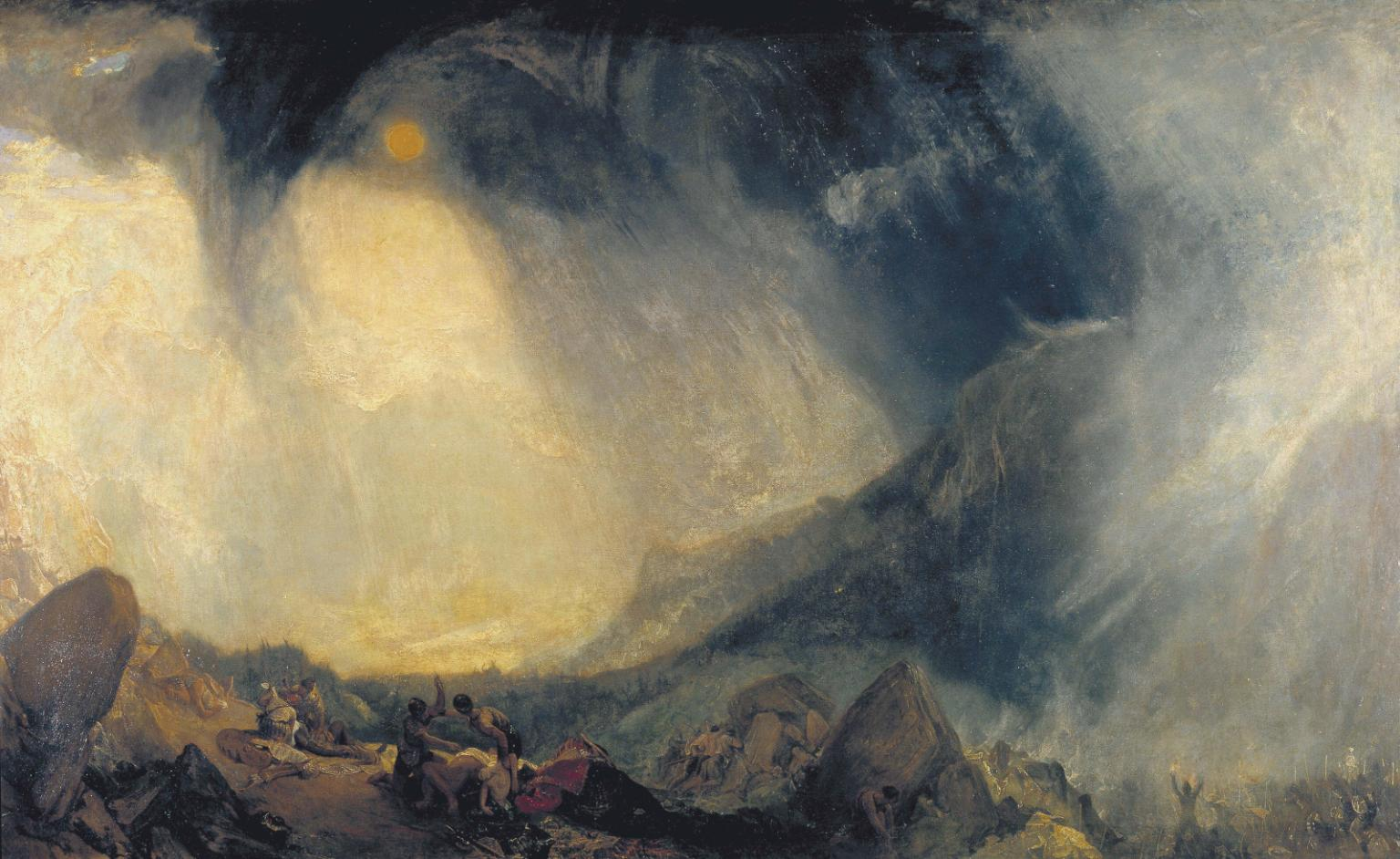
Hannibal traversant les Alpes, 1810-1812.

### La consécration
Ses tableaux, paysages et marines d'Angleterre, permettent à Turner d'avoir obtenu rapidement une grande réputation et donc cette consécration. Le 10 février 1802, Turner obtient le titre d'académicien royal et son talent lui apporte une reconnaissance et un confort. De juillet à octobre 1802, après la paix d'Amiens, il est financé pour visiter la France, la Savoie et la Suisse. À Paris, il visite le musée du Louvre et étudie de nombreuses toiles de maîtres dont Claude Gellée et Nicolas Poussin.

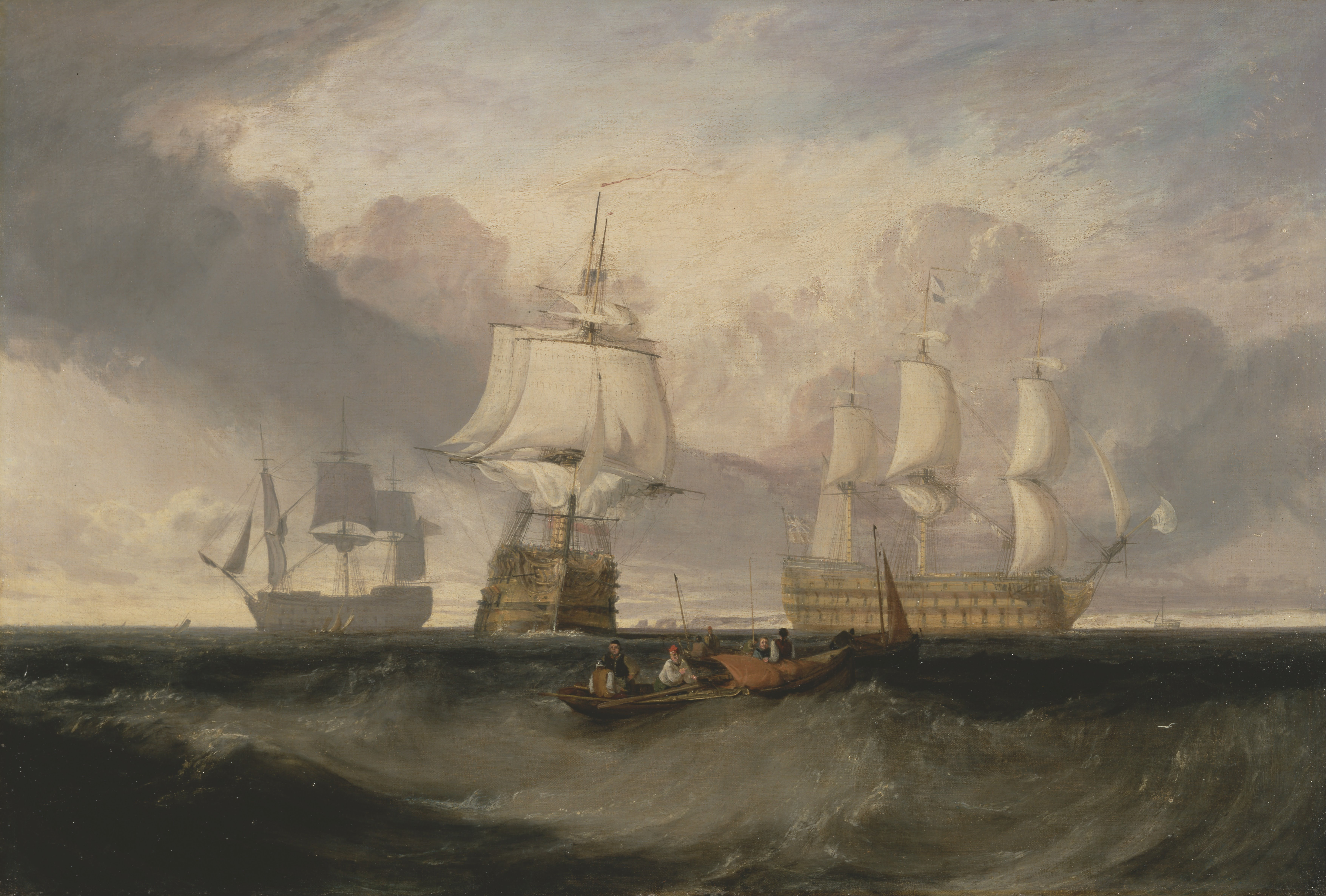
The Victory Returning from Trafalgar, in Three Positions, vers 1806.

En 1803, l'influent critique et peintre amateur George Beaumont défend une peinture académique et devient l'un des critiques les plus véhéments du style de Turner.
À partir d'avril 1804, Turner ouvre sa galerie, au coin de Harley Street et de Queen Anne Street. Il y place un judas lui permettant d'observer les réactions du public devant ses œuvres. Quelques jours avant l'ouverture, sa mère meurt à l'asile.
L'année suivante, il séjourne à la Syon Park House Estate d'Isleworth, en grande banlieue de Londres, et visite par bateau la Tamise, esquissant des aquarelles et huiles de la nature environnante. En décembre, il travaille sur une esquisse du HMS Victory quand il revient dans le Medway après la bataille de Trafalgar. La victoire des Britanniques est l'un des tournants des guerres napoléoniennes qui conforte également la suprématie britannique sur les mers. L'artiste traitera de cette bataille dans plusieurs œuvres restées célèbres.
En 1806, il se rend à Knockholt dans le Kent et travaille, en collaboration avec le graveur en manière noire Charles Turner (avec qui il n'entretient aucun lien de parenté), sur un recueil d'estampes, Liber Studiorum, duquel les premières planches sont publiées en 1807.
Il est élu en 1807 professeur de perspective à la Royal Academy of Arts. Jusqu'en 1828, il y présente plusieurs conférences par an. Il recherche notamment à transmettre son goût pour les peintures de paysage aux élèves. Il s'appuie sur une série de "diagrammes", tels que le diagramme no 26 qui montre l'Intérieur de la grande salle de Somerset House, et le diagramme no 76 qui représente l'intérieur du mausolée de Brocklesby Park, près de Crowle, Lincolnshire.
Turner achète un terrain à Twickenham en 1807 et y fait construire la Sandycombe Lodge à partir de 1812. Entretemps, en 1810, il déménage dans une maison qu'il a fait construire au 47 Queen Anne Street. Maison, studio et galerie, il y habite jusqu'en 1846. Vers les dernières années, la maison — désormais détruite — est remarquée pour être dans un état particulièrement vétuste.
En 1808, Turner peint dans le parc Cassiobury (en) à Watford puis à Spithead pour le retour de la flotte ayant participé à la bataille de Copenhague.
En 1809, il visite Petworth, le château de Cockermouth, Oxford, ainsi que le château de Lowther (en) et le château de Whitehaven. À partir de 1810 jusqu'en 1827, il se rend chaque année à Farnley Hall.

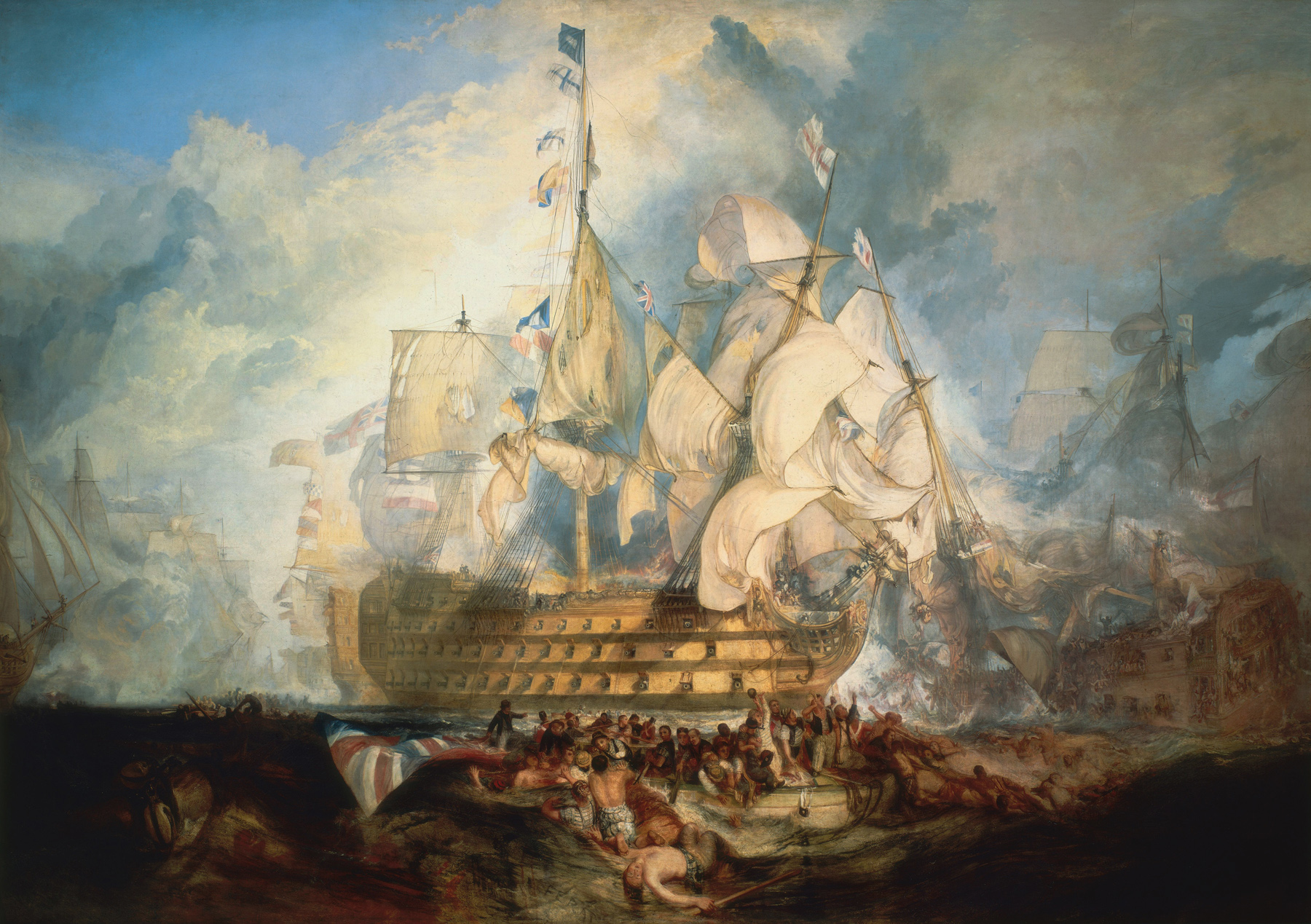
La Bataille de Trafalgar, 1822-1825.

En 1819, il intègre le conseil d'administration de la Royal Academy of Arts.
La même année 1819, il visite l'Italie, il étudie des œuvres de Titien, Raphaël ou encore Canaletto. Venise, où il séjourne à trois reprises (en 1819, 1829 et 1840), lui est une importante source d'inspiration. Ses expositions se transforment en performance où il n'est pas rare de le voir peindre et reprendre ses tableaux alors même qu'ils sont exposés, le tout devant un public médusé.
Entre 1822 et 1824, Turner peint La Bataille de Trafalgar dont le format est inhabituellement grand. Ce tableau, commande de George IV pour le Painted Hall du Greenwich Hospital (en), a pour thème la bataille de Trafalgar et mêle plusieurs moments du combat comme la levée du célèbre signal par pavillons England expects that every man will do his duty d'Horatio Nelson depuis son navire amiral, le HMS Victory, la casse d'un des mâts du navire britannique — allusion probable à la mort de Nelson — l'Achille français en feu ou encore le Redoutable qui coule. La toile s'inspire du tableau Lord Howe lors de la bataille du 13 prairial an II peint par Philippe-Jacques de Loutherbourg en 1795. À l'époque, la peinture suscite des critiques « pour son approche non chronologique de la victoire de Nelson » et « ses puissantes allusions au prix humain [de ce] triomphe britannique ».
Il avait déjà séjourné en 1809, à Petworth House, à l’intérieur des terres de Chichester dans le Sussex de l'Ouest, invité par le comte d'Egremont qui avait commencé une importante collection de ses peintures. Il y revient en 1827 et souvent jusqu'à la mort du comte en 1837, se voyant même attribuer une chambre pour son atelier. Il y travaille à une série de quatre tableaux sur un format double carré dans la salle sculptée de Petworth, donnant sur le lac.
Lors de son voyage en Italie en 1828, il retourne à Rome et travaille cette fois à la peinture à l'huile. Il s'installe dans un atelier Piazza Mignanelli, avec un peintre de ses amis, Charles Eastlake. Celui-ci a dit à Thornbury que Turner « y avait peint la « Vue d'Orvieto », le « Regulus » et la « Médée ».
La nuit du 16 octobre 1834, Turner est témoin de l'incendie du Parlement à Londres où le palais de Westminster, utilisé comme siège du Parlement du Royaume-Uni, est en grande partie détruit. Entre horreur et fascination pour cette catastrophe, des milliers de spectateurs assistent à la scène, ainsi que des peintres comme Turner ou Constable. Turner, lui, loue un bateau pour réaliser une série d'aquarelles dont il tirera deux tableaux, notamment L'Incendie de la Chambre des lords et des communes, le 16 octobre 1834.

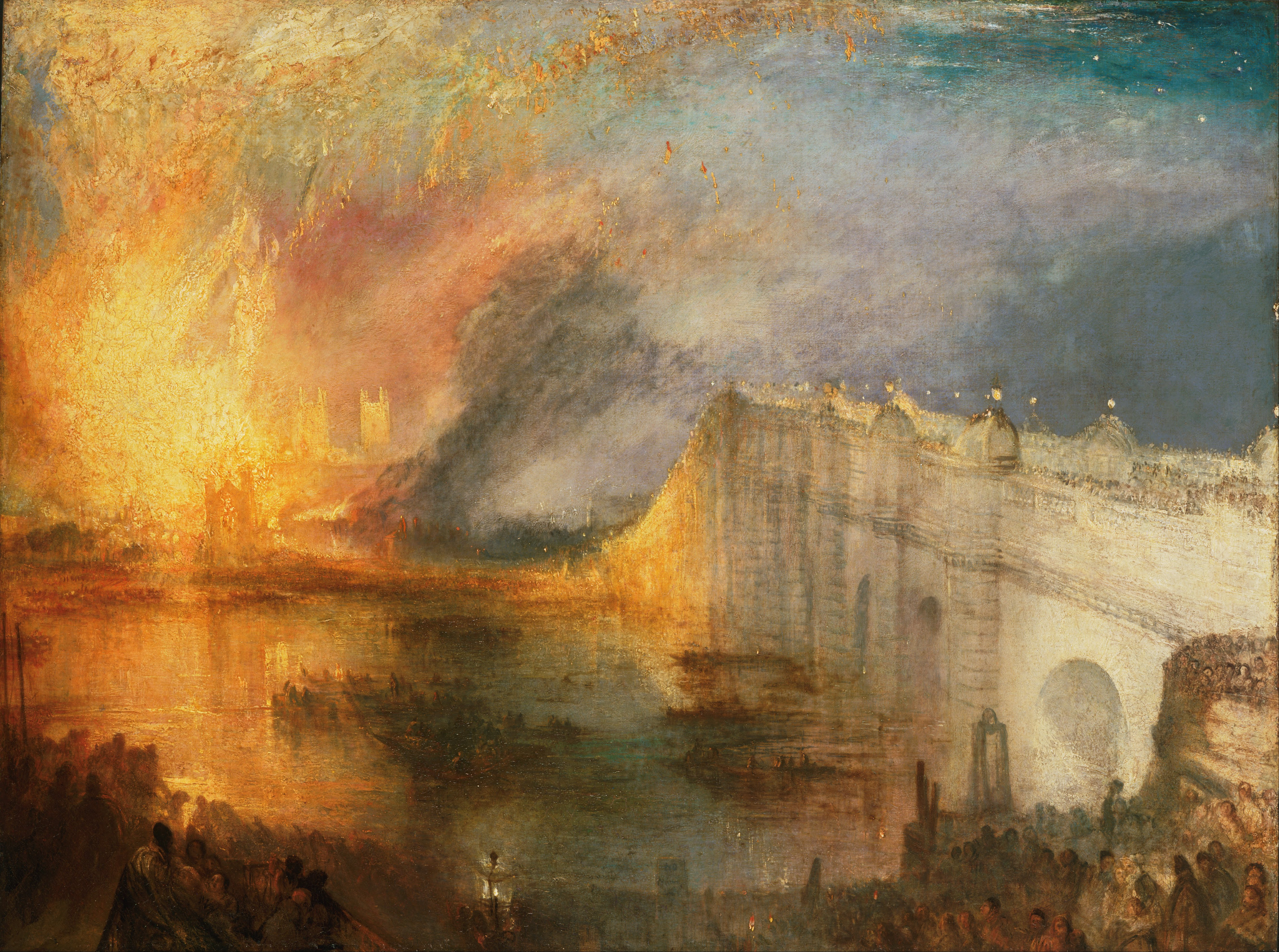
L'Incendie de la Chambre des lords et des communes, le 16 octobre 1834, 1835.

En 1838, Turner réalise sa peinture la plus célèbre : Le Dernier Voyage du Téméraire. Le tableau, exposé pour la première fois à la Royal Academy of Arts en 1839, dépeint l'un des derniers navires de ligne de deuxième rang qui a joué un rôle capital dans la bataille de Trafalgar, le HMS Temeraire, tracté par un remorqueur à vapeur muni de roues à aubes vers Rotherhithe pour y être détruit. Ici, Turner peint la fin d'une ère, celle de ce navire de ligne vétéran des guerres napoléoniennes. Cette œuvre, avec d'autres, témoigne de la fascination de Turner pour le monde moderne et la révolution industrielle tout en montrant son talent pour la mise en scène, puisqu'il n'a pas assisté au remorquage du Temeraire. La peinture, qui pourrait également représenter le déclin de la marine britannique, est saluée par la critique et reçoit les honneurs de John Ruskin et William Makepeace Thackeray. C'est aussi l'une des œuvres préférées du peintre : il la prête une fois puis refuse de le faire à nouveau. Il refuse de la vendre pour, à sa mort, la léguer à la nation britannique.
Turner peint en 1840 l'un de ses tableaux les plus engagés : Le Négrier, lequel traite du sort des esclaves et la façon dont ils étaient traités à cette époque. Le thème de l'œuvre s'inspire du massacre du Zong et est un pendant artistique possible à l'autre peinture Fusées et signaux bleus.

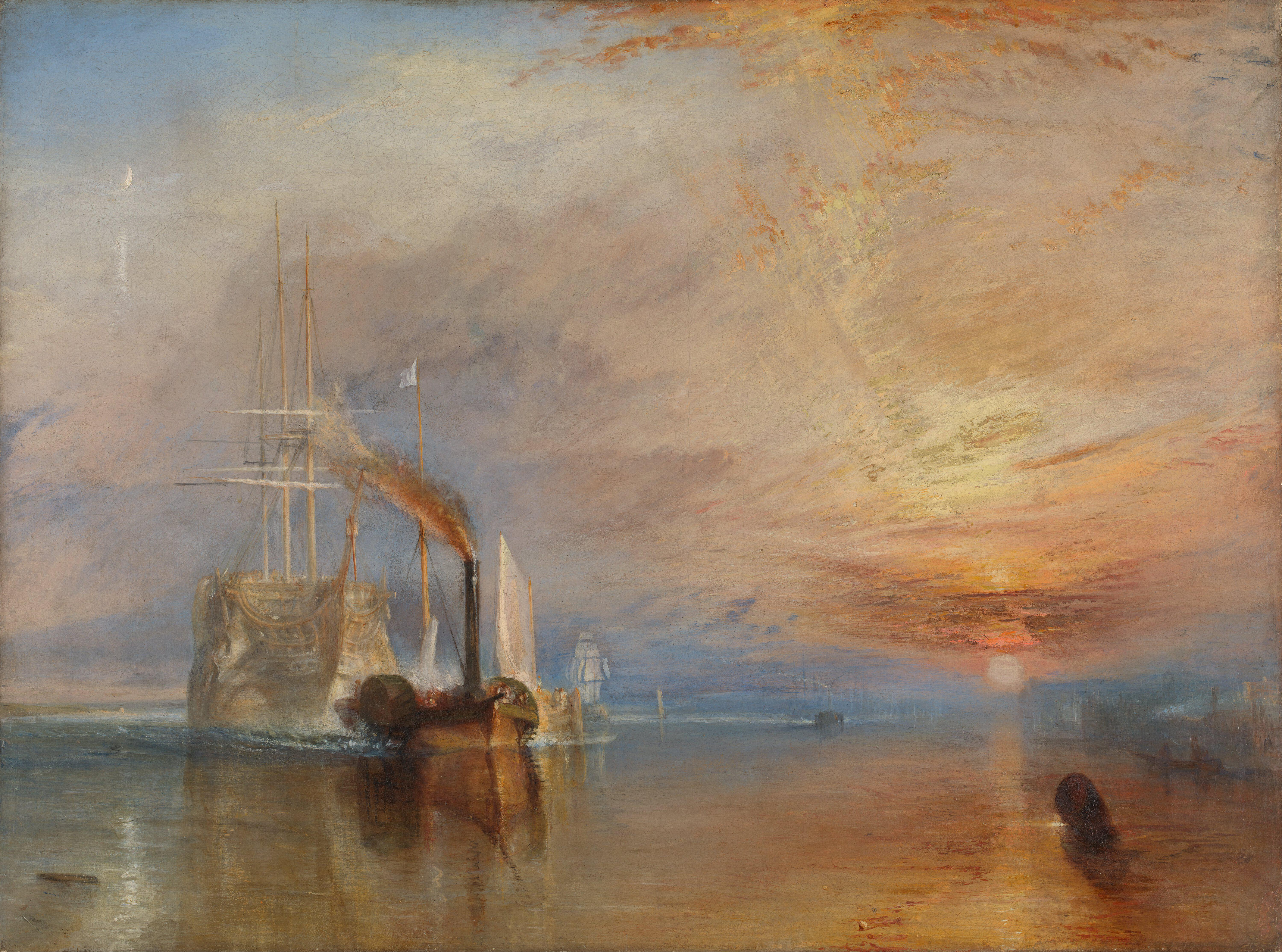
Le Dernier Voyage du Téméraire, 1839.

En 1842, Turner réalise Paix - Funérailles en mer dont le sujet est « l'enterrement » en mer d'un de ses amis, l'artiste David Wilkie,. Le tableau contraste avec sa palette de noirs saturés avec son pendant, Guerre. L'Exilé et l'Arapède. Les deux œuvres sont à l'époque critiquées pour leur manque de finition.
Pluie, Vapeur et Vitesse est peint en 1844 et montre une autre image du progrès et de l'industrie moderne. La toile représente en effet une locomotive passant sur le Maidenhead Railway Bridge, un pont de chemin de fer enjambant la Tamise, à Maidenhead. Turner est à l'époque l'un des rares artistes à s'intéresser au train.
En 1845, il devient président de la Royal Academy mais son enthousiasme est freiné par la charge qui accompagne cette nouvelle fonction. Dans la même période, Turner réalise un groupe de tableaux inachevés ou expérimentaux. Il ne souhaitait pas les montrer, en tout cas en l’état et ils représentent son dernier style, où son art grandit en richesse, vivacité et audace.
En 1846, il se retire de la vie publique, vivant discrètement à Cheyne Walk sous le pseudonyme de « Mr Booth » ou « amiral Booth », du nom de sa compagne Sophia Caroline Booth (1798–1875), alors que ses amis pensent qu'il habite toujours dans sa maison au 47, Queen Ann Street. Il expose une dernière fois à la Royal Academy of Arts en 1850, un an avant sa mort.

Exemples d'œuvres de Turner à partir de 1840
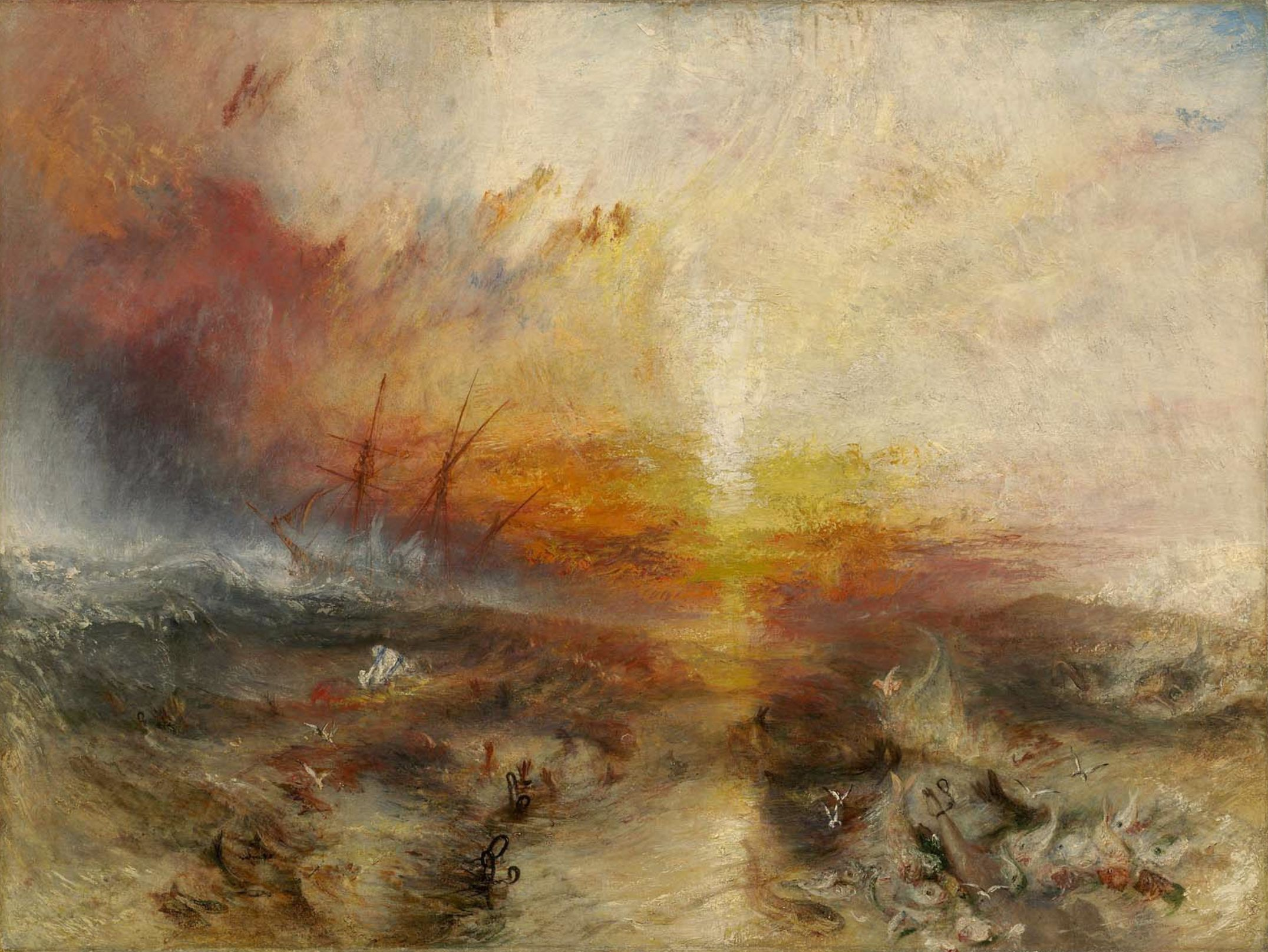
Le Négrier, 1840.
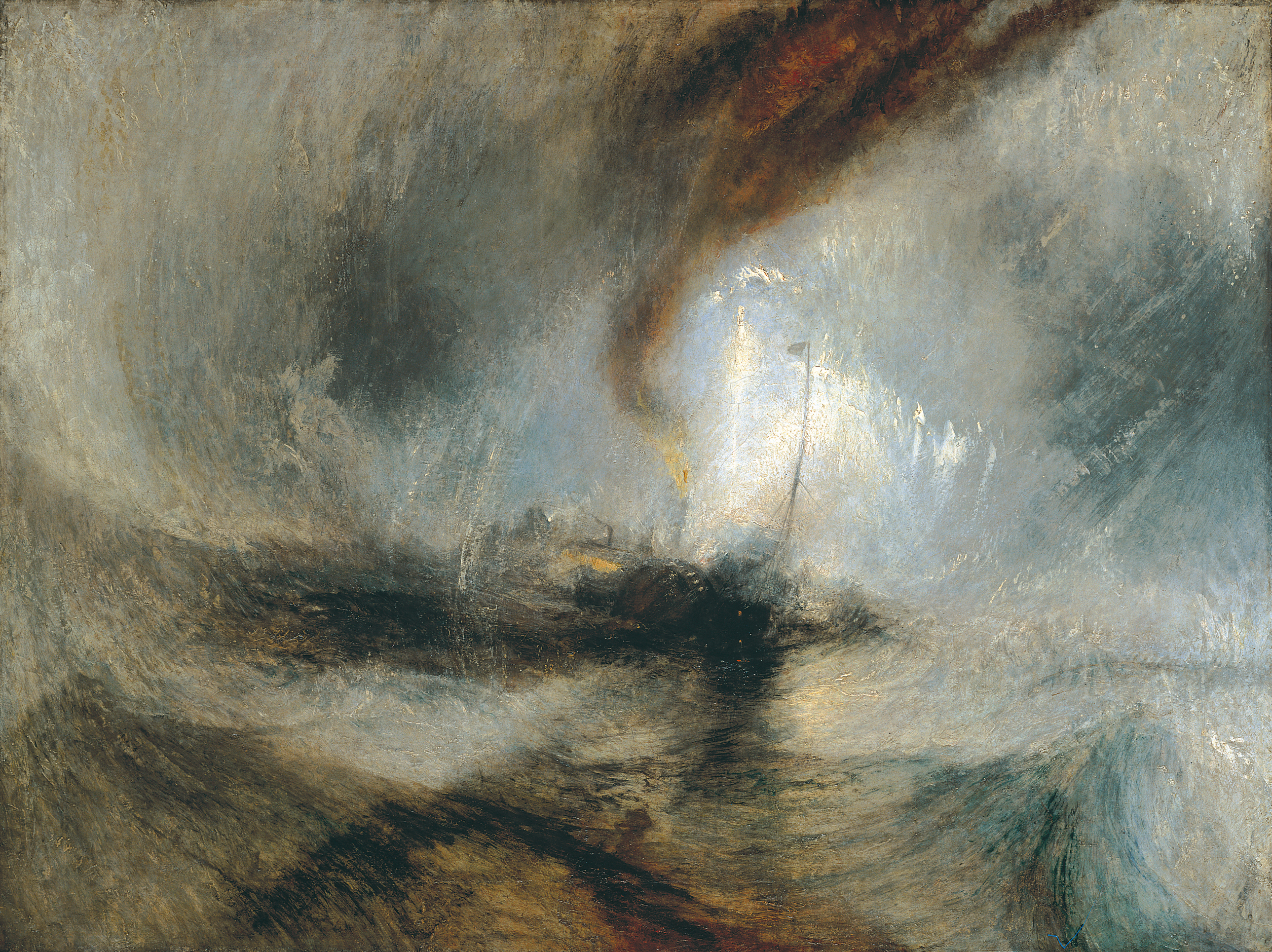
Tempête de neige en mer, 1842.
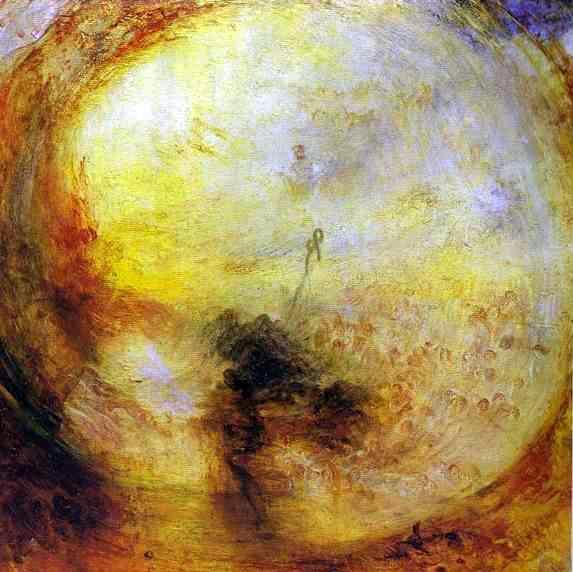
Lumière et Couleur, 1843.
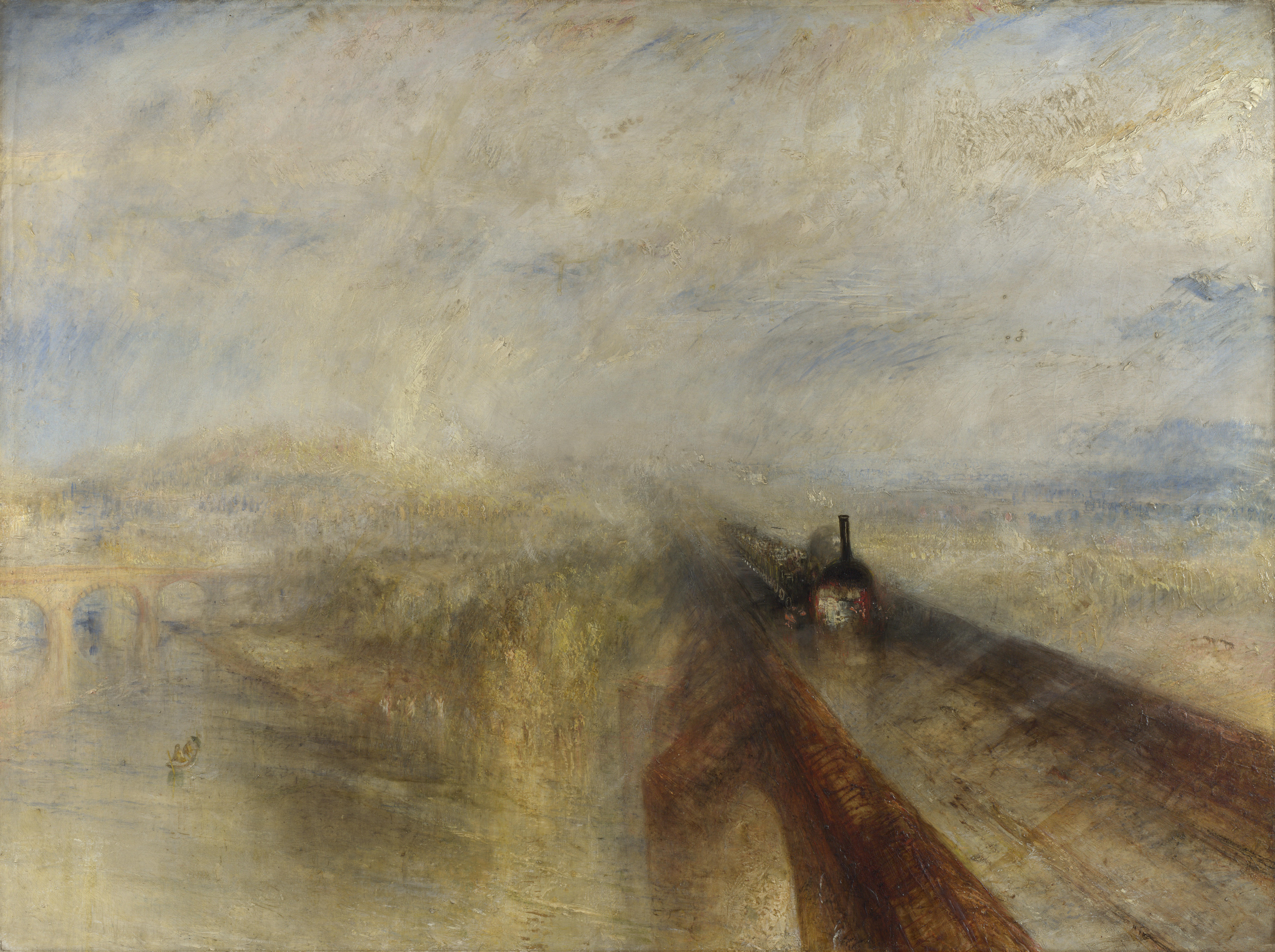
Pluie, Vapeur et Vitesse, 1844.
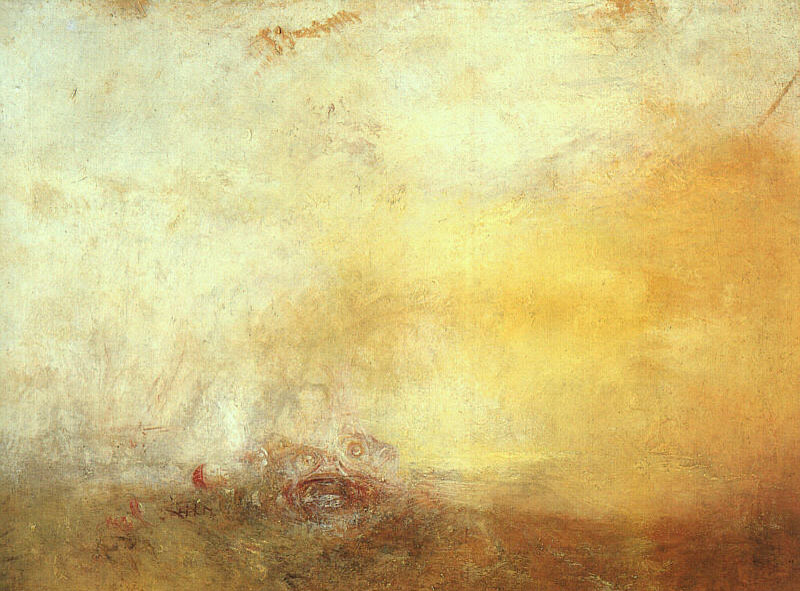
Lever de soleil avec monstres marins, vers 1845.

### Personnalité

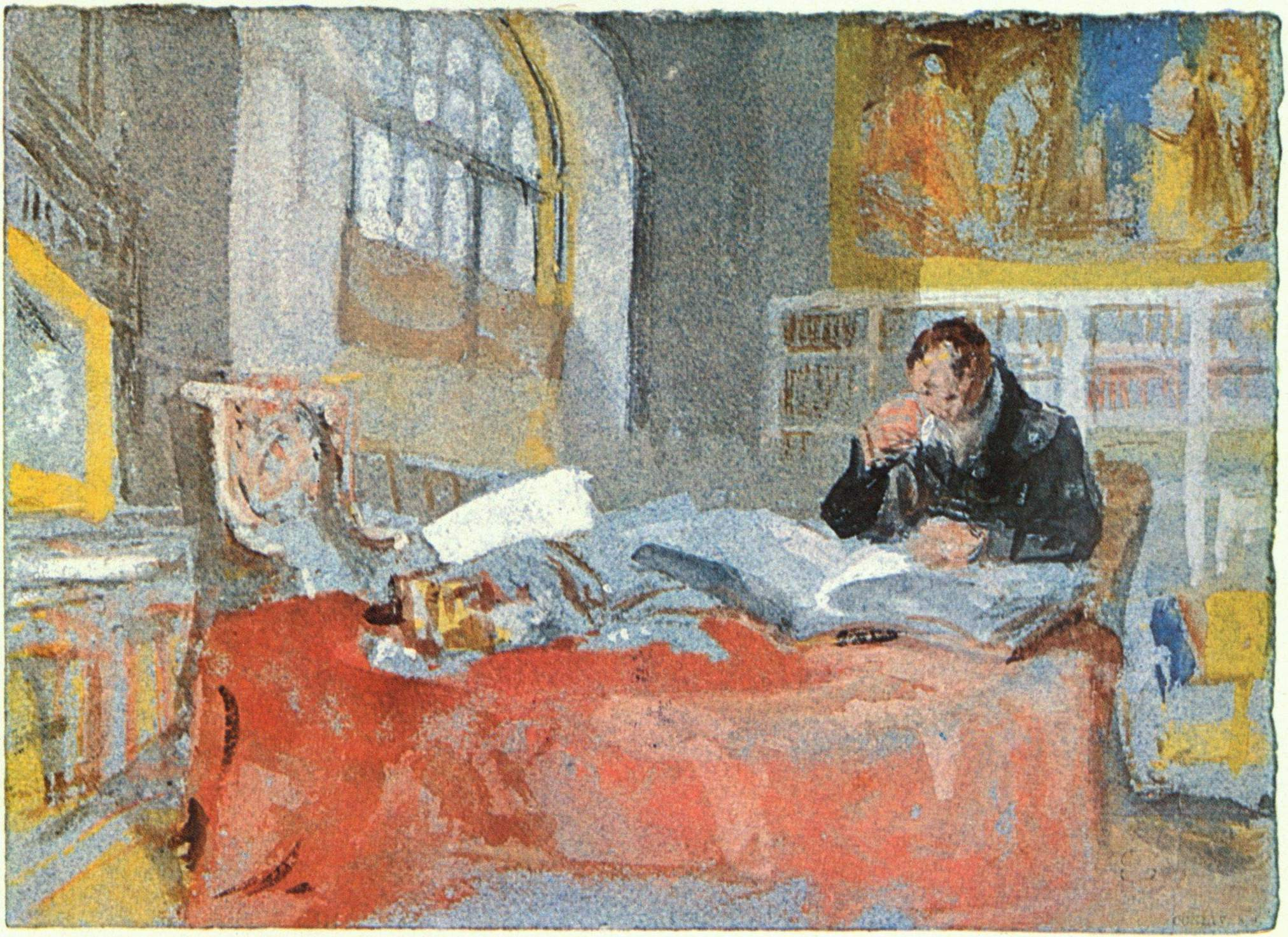
Turner dans son atelier, vers 1815-1830.

Turner demeure attaché à son identité londonienne et conservera l'accent cockney toute sa vie. Il est décrit comme rustre ou avare et, avec l'âge, devient de plus en plus excentrique et taciturne. Il est aussi un grand buveur et un amateur de chats.
Il a peu d'amis et de proches à l'exception de son père, qui travaille pour son fils comme assistant et habite avec lui jusqu'à sa mort en 1829. Son décès affecte beaucoup Turner, qui est dès lors sujet à des accès de dépression.
Il ne se mariera jamais mais a une relation avec la veuve d'un musicien, Sarah Danby, plus âgée que lui. Il est soupçonné d'être le père de ses deux filles, Evelina et Georgiana, nées en 1801 et 1811, même si des recherches plus récentes indiqueraient qu'elles sont les filles de son père, et donc ses demi-sœurs. Plus tard, à partir de 1833, il a une relation avec Sophia Caroline Booth, après la mort du second mari de celle-ci et vit pendant environ dix-huit ans dans sa maison à Chelsea.
Turner voyage beaucoup tout au long de sa carrière, d'abord en Angleterre et en Écosse, puis en 1802, en France, en Belgique, en Suisse, aux Pays-Bas, dans l'empire d'Autriche (Prague et Vienne). Cette vie de voyage le démarque d'un peintre comme John Constable, plus sédentaire. Dans ce Grand Tour qui culmine avec les voyages en Italie en 1819, 1828, 1833 et 1840, il se « confronte à l'Antiquité et à un héritage culturel dont il n'a eu jusque-là qu'une approche indirecte ».
Comme de nombreux contemporains, Turner est un amateur de tabac à priser. En 1838, le roi des Français, Louis-Philippe Ier, lui offre une boîte de tabac à priser en or.

Exemples de peinture de marine de Turner et l'évolution de son style
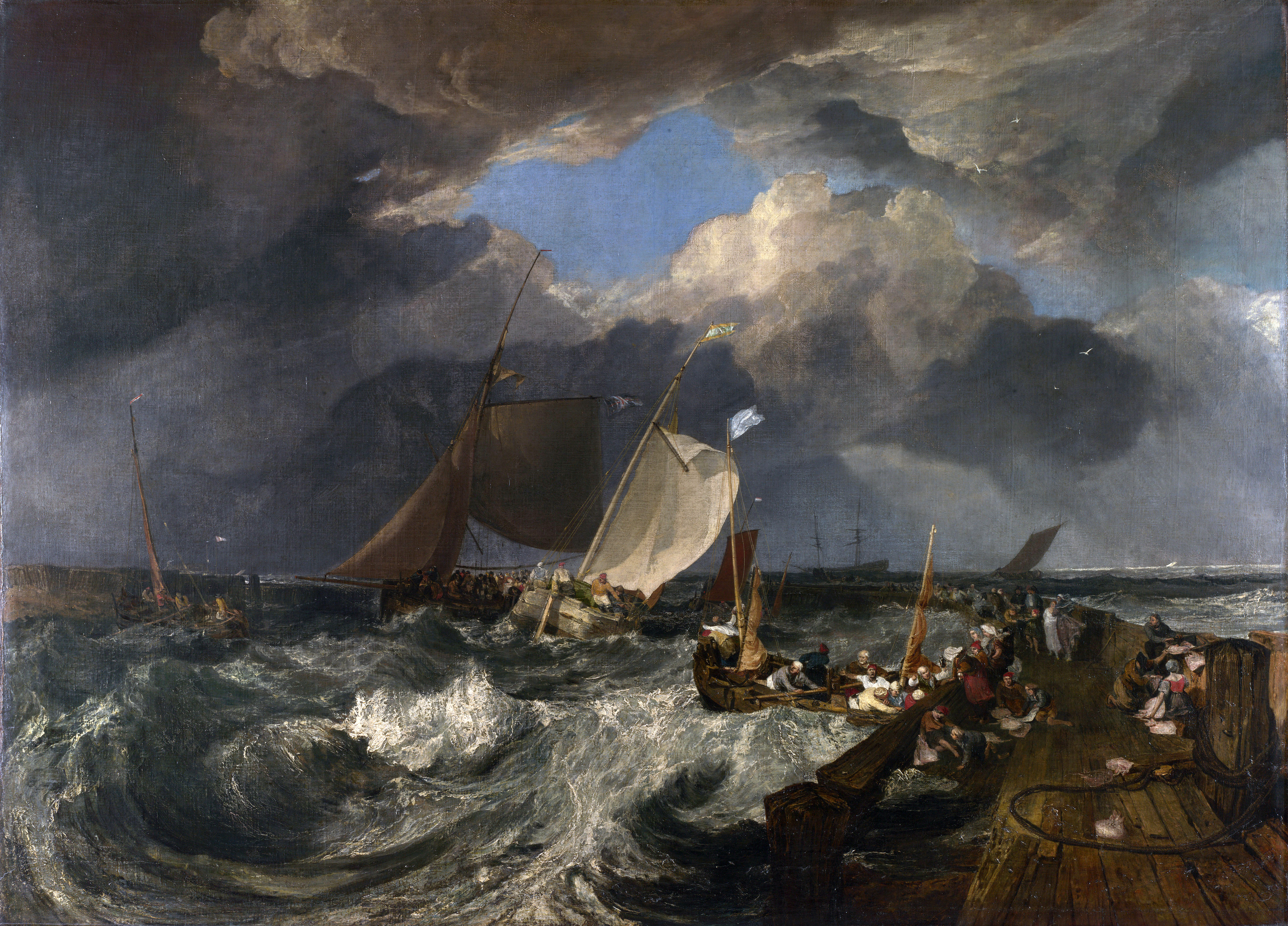
La Jetée de Calais, 1803.
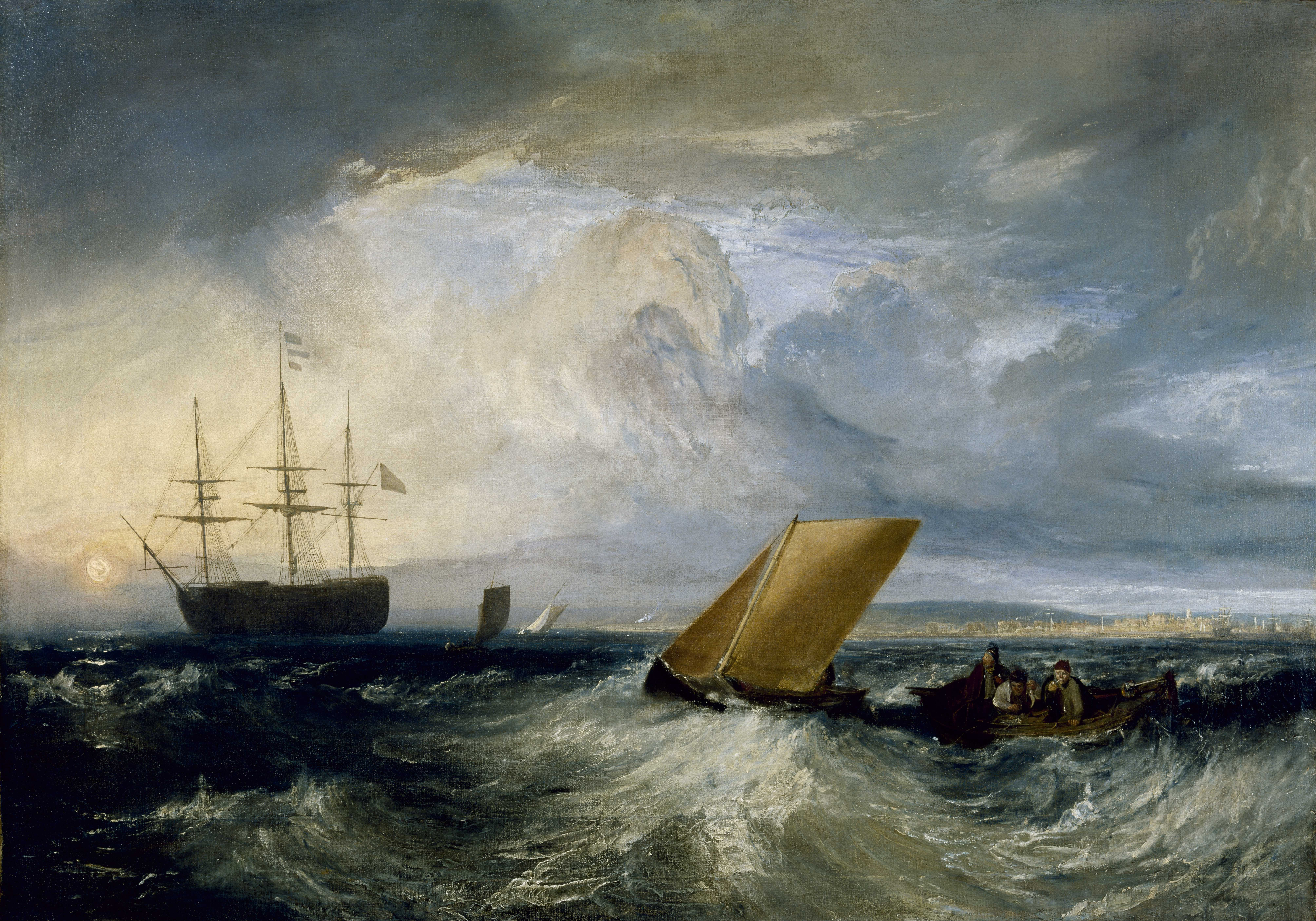
Sheerness as seen from the Nore, 1808.
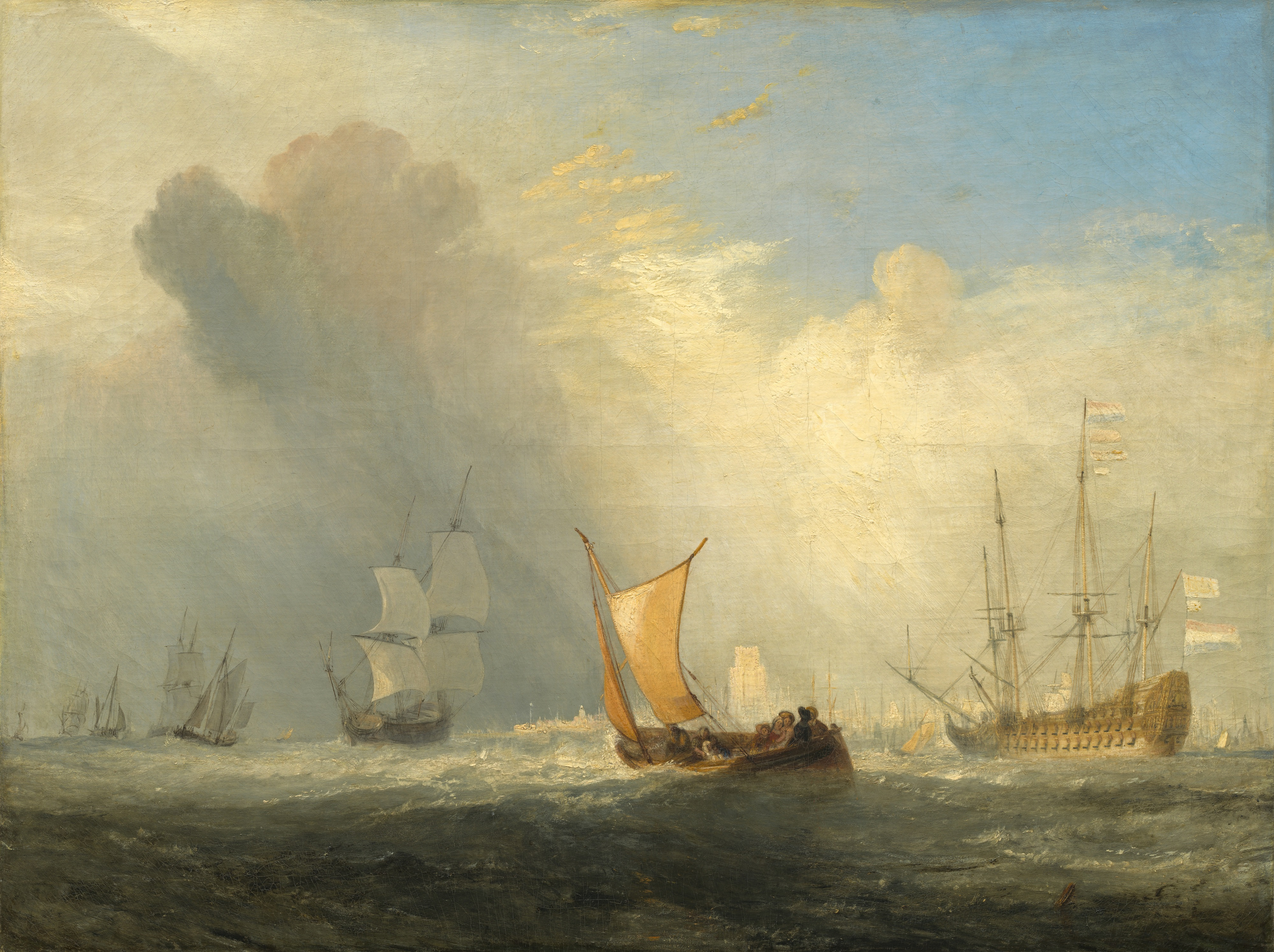
Rotterdam Ferry-Boat, 1833.
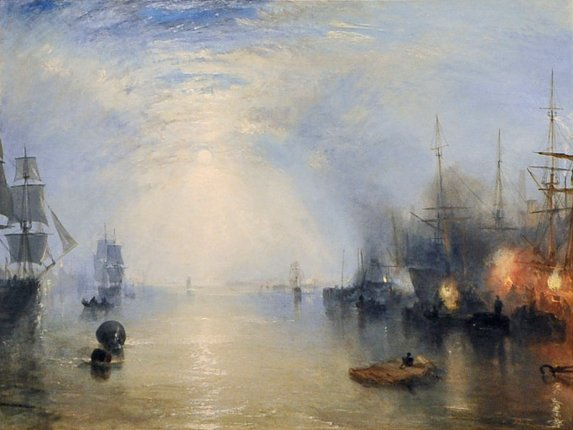
Keelmen Heaving in Coals by Moonlight, 1835.
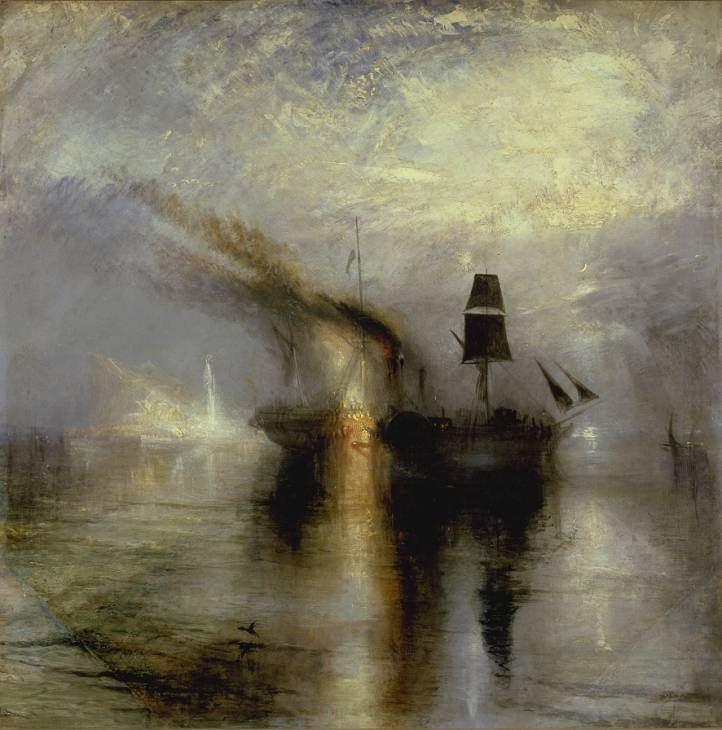
Paix - Funérailles en mer, 1842.

### Mort et testament

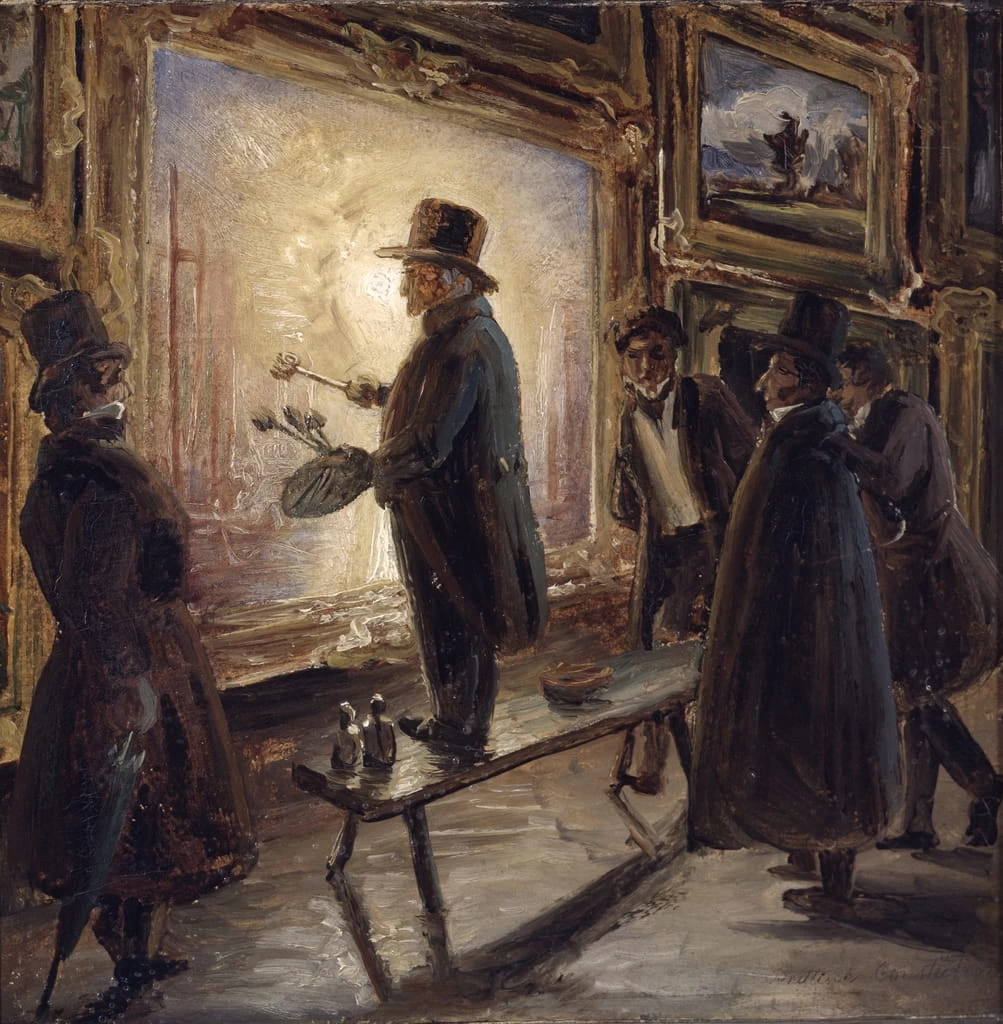
Turner peignant, en public, sur ses tableaux exposés à la Royal Academy.

Le 19 décembre 1851, Turner meurt du choléra au domicile de sa compagne Sophia Caroline Booth à Cheyne Walk, dans le quartier de Chelsea, où il mène une double vie depuis 1846 avec cette veuve. Ses derniers mots auraient été « Le soleil est Dieu ». Un masque mortuaire est réalisé et une cérémonie religieuse a lieu à la cathédrale Saint-Paul de Londres le 30 décembre.
À sa demande, il est enterré dans la crypte de la cathédrale Saint-Paul de Londres où il repose aux côtés du peintre Joshua Reynolds. L'architecte Philip Hardwick, fils de son tuteur Thomas Hardwick, est chargé des arrangements funéraires. Une statue de marbre du sculpteur Patrick MacDowell y est érigée en 1862, la même année de la publication de la première biographie de l'artiste par George Walter Thornbury (en).
Turner lègue dans son testament la totalité de ses œuvres à l'État britannique. Un de ses exécuteurs testamentaires, le poète et critique d'art John Ruskin qu'il a rencontré en 1840 (Ruskin est à l'origine d'un travail de recensement, de classement et de sauvegarde qui a beaucoup fait pour la postérité de l'artiste) donnera ainsi la majeure partie du legs (le fond de son atelier ainsi que toutes les huiles, dessins, aquarelles et gravures dans cet atelier, pour la plupart encore inconnues) à la National Gallery, future Tate Britain. Mais, tant pour des raisons juridiques liées aux nombreux codicilles rédigés par l'artiste, rendant ses volontés sujettes à interprétations, que par manque de place, l'exposition au public, même d'une partie du legs n'est que très partiellement possible. Ainsi seuls deux tableaux sont exposés en 1852, selon la volonté du peintre, entre des paysages de Claude Le Lorrain. Ce n'est qu'en 1857, sous la pression de Ruskin, qu'ont lieu les premières présentations des œuvres du legs. Le musée a finalement pour charge de les exposer en créant des salles en 1859,.

Il souhaite aussi qu'une grande partie de sa fortune soit utilisée pour la construction d'un hospice pour les peintres âgés, projet qui ne verra pas le jour. Une somme est aussi prévue pour un monument. Il donne une rente annuelle à sa gouvernante et une autre pour la création d'une chaire d'enseignement de l'art paysager à la Royal Academy. Ses autres biens sont partagés entre les membres de sa famille. Sa générosité tranche ainsi avec sa personnalité supposée d'avare.

## Œuvre

### Influences et rapprochements
Il est influencé par des artistes tels que Willem van de Velde le Jeune, Albert Cuyp, John Robert Cozens, Richard Wilson, Claude Gellée (« Claude le Lorrain ») ou encore Nicolas Poussin. Il est remarqué par un amateur d'art de l'époque qui lui permet de rencontrer divers artistes dont Thomas Girtin avec qui il se lie d'amitié. Influencé par la Recherche philosophique sur l'origine de nos idées du Sublime et du Beau d'Edmund Burke datée de 1757, Turner intégra le concept du Sublime dans certaines de ses œuvres, à commencer par Bateaux hollandais dans la tempête, mettant en scène un spectacle à la fois terrifiant et délicieux.
Il travailla la gravure avant l'aquarelle puis la peinture. D'après ses propres souvenirs, il fut marqué par une suite de 16 pièces gravées en clair-obscur d'Elisha Kirkall (1722) d'après Van de Velde le Jeune.
À partir de 1802, il voyage sur le continent européen, principalement en France et en Suisse, d'où il rapporte des aquarelles mais aussi le goût pour le Lorrain et ses représentations de la mythologie. Turner peint ainsi des fresques antiques comme Didon construisant Carthage en 1815. Il s'inspire aussi du Liber Veritatis du Lorrain en ce qui concerne son ouvrage, Liber Studiorum, établissant une classification des différents types de paysages : Marine, Montagne, Pastorale, Historique, Architecturale et Pastorale épique.

Comparaison de tableaux de Turner avec des œuvres d'autres artistes
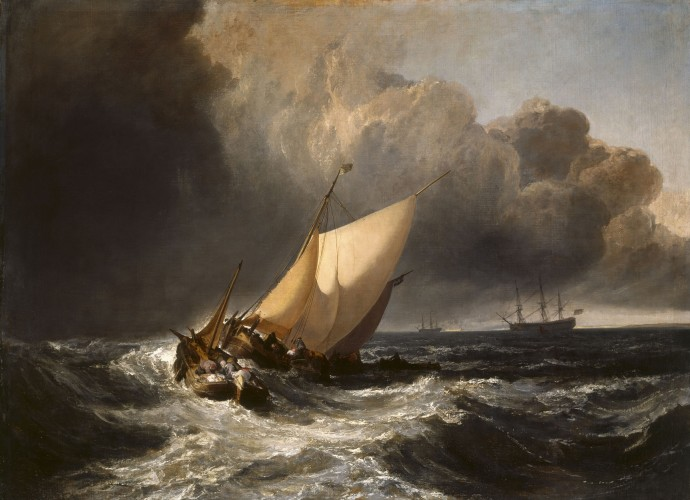
Bateaux hollandais dans la tempête (1801) de Turner.
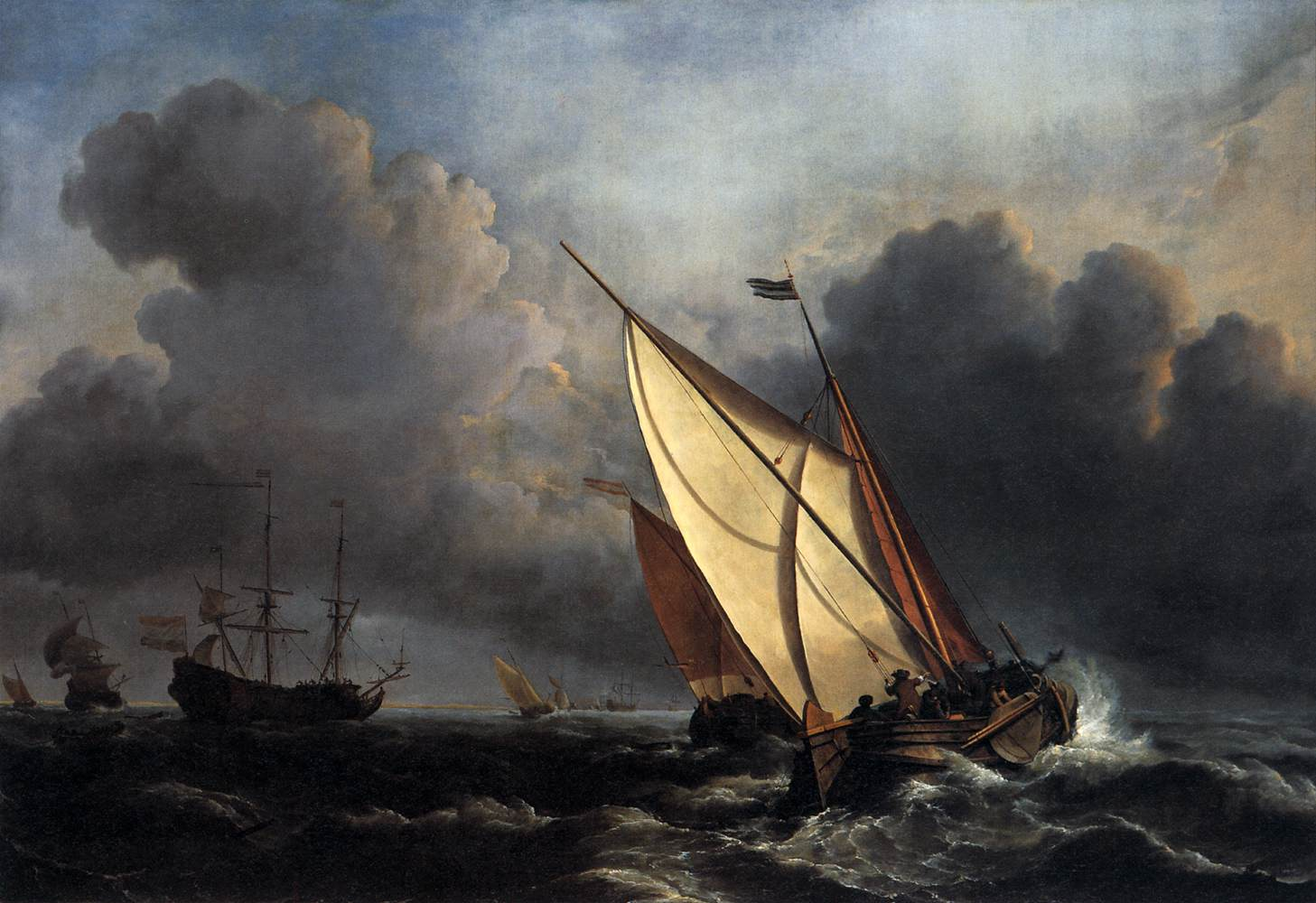
Bateaux sur une mer tempétueuse (vers 1672) de Willem van de Velde le Jeune.
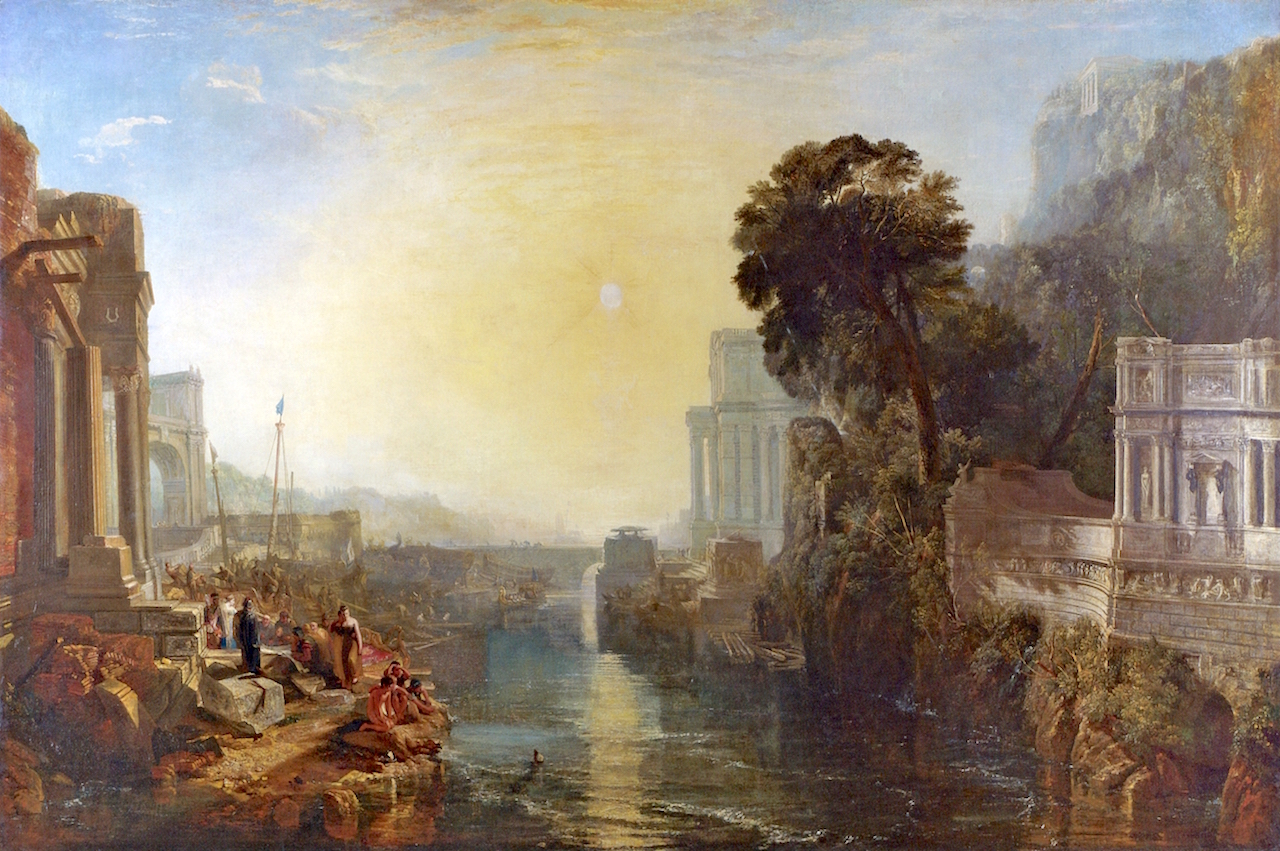
Didon construisant Carthage ou l'Ascension de l'Empire carthaginois (1815) de Turner.
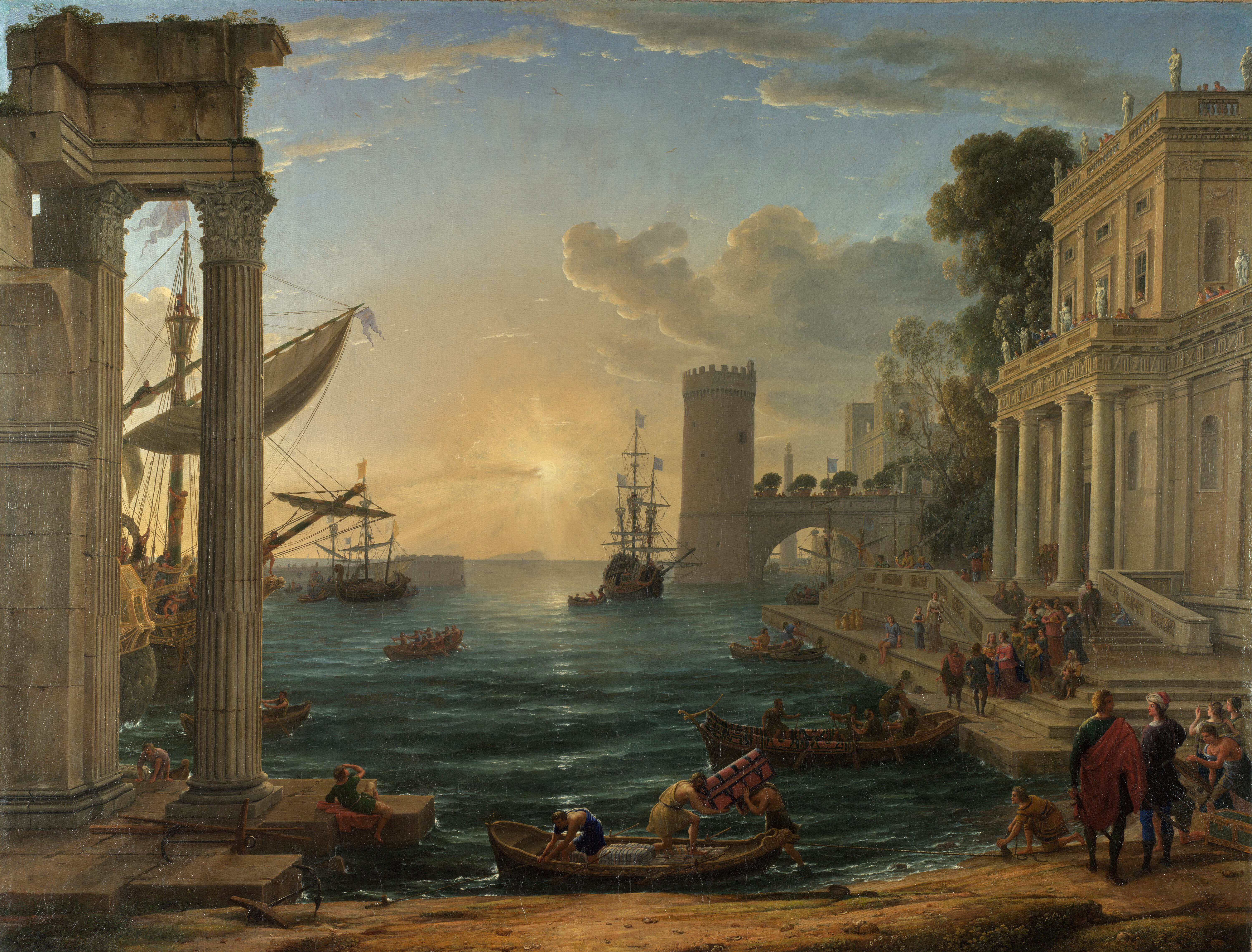
L'Embarquement de la reine de Saba (1648) de Claude Gellée.

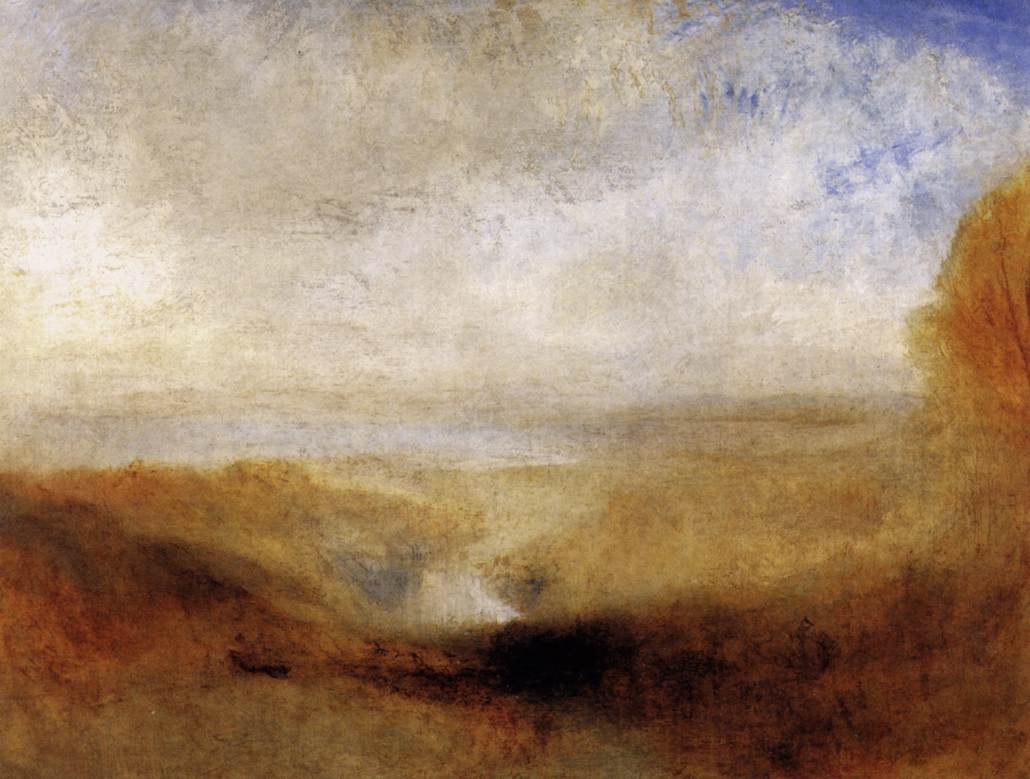
Landscape with a river and a bay in the background (1840-1850) de Turner.
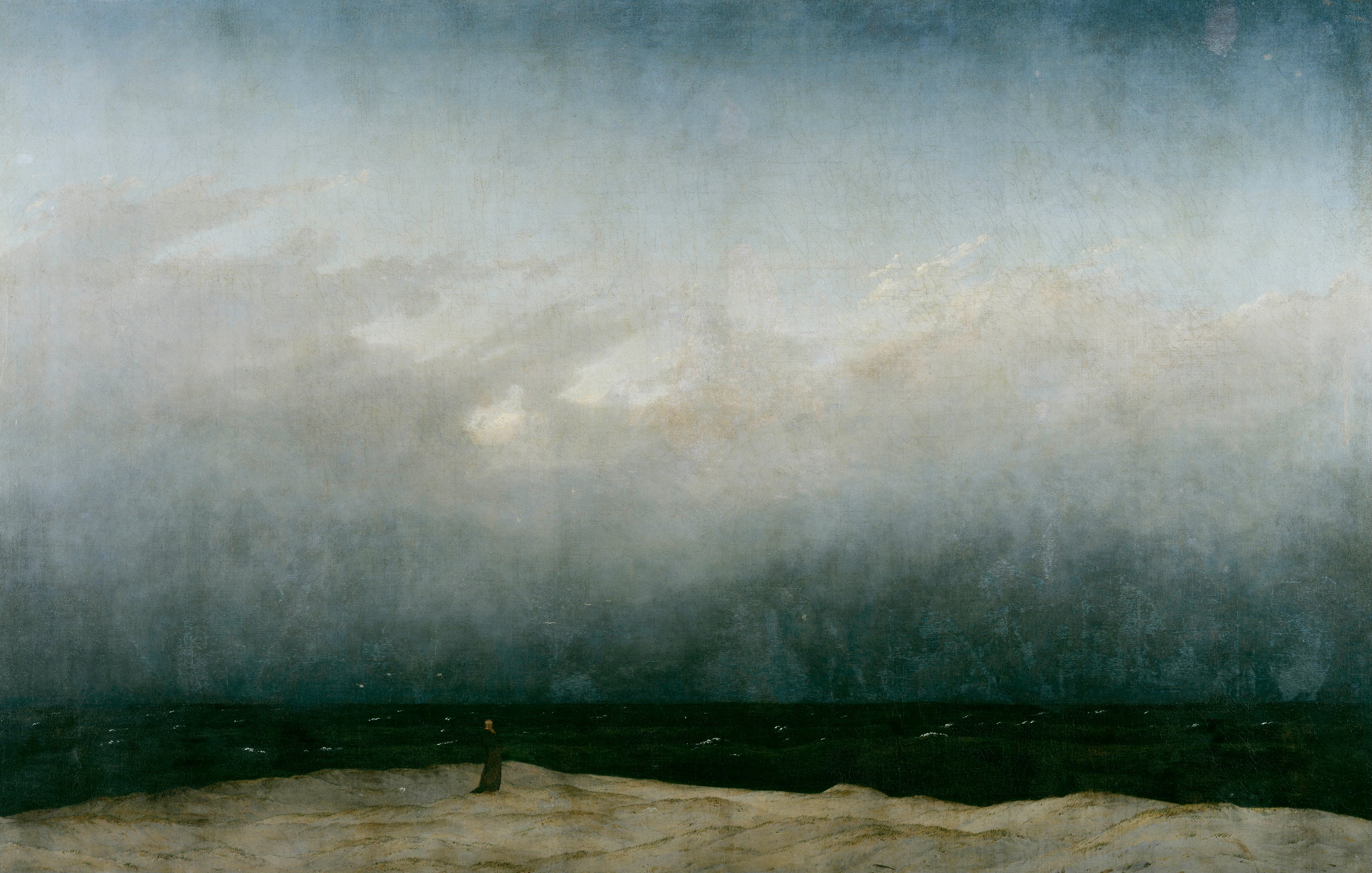
Le Moine au bord de la mer (1808-1810) de Caspar David Friedrich.
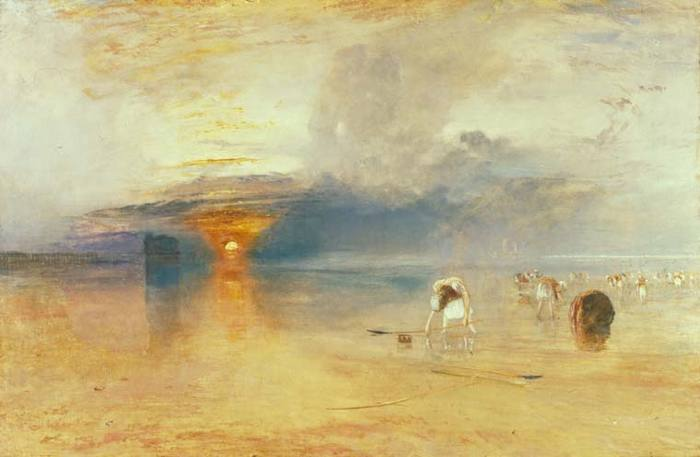
Calais Sands at Low Water - Poissards Collecting Bait (1832) de Turner.
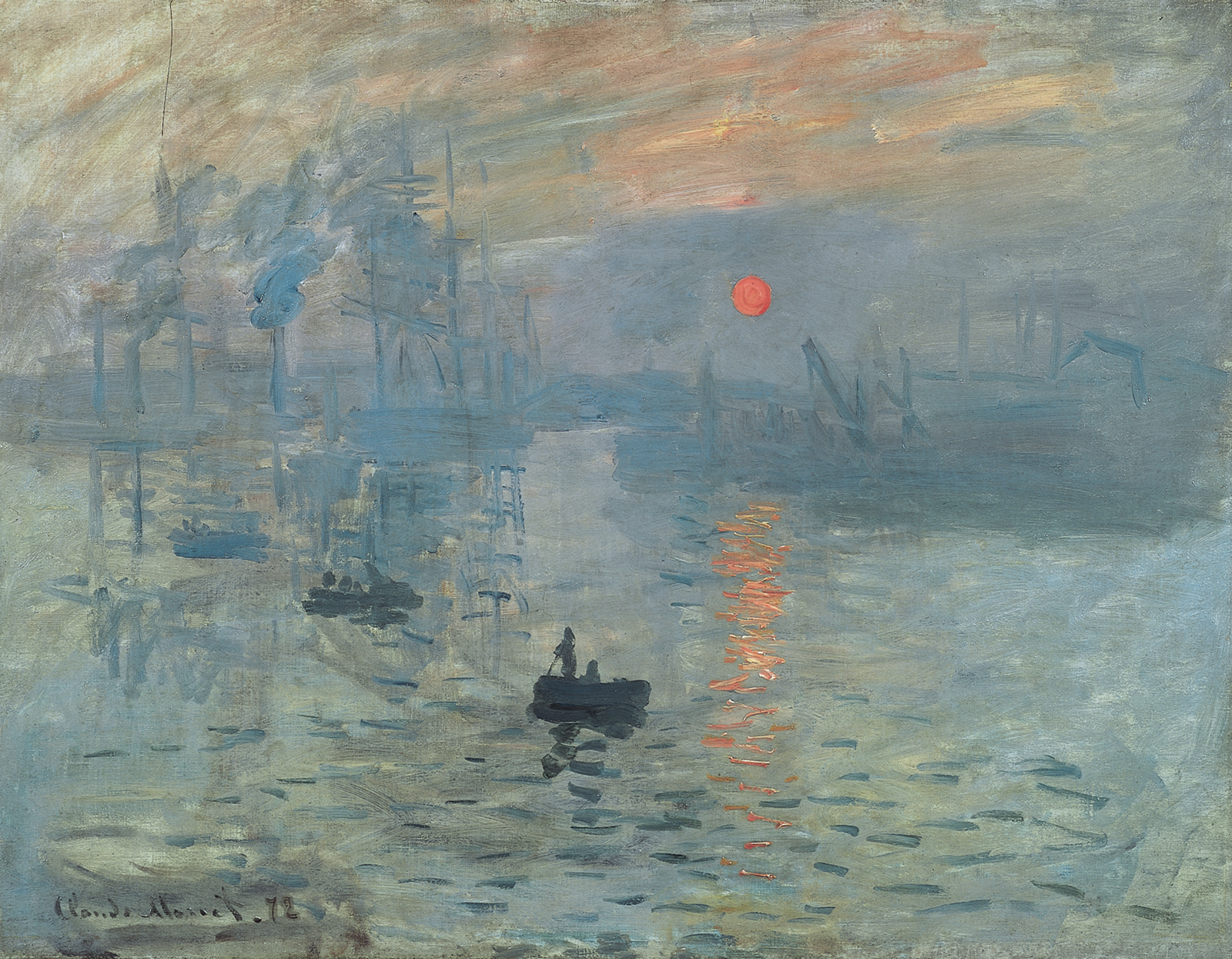
Impression, soleil levant (1872) de Claude Monet.

### Sa technique, ses répercussions
Il n'hésite pas à tester des combinaisons étranges d'aquarelle et d'huile ainsi que de nouveaux produits dans ses toiles. Parfois, il utilise même des matériaux inhabituels comme le jus de tabac et la bière vieillie, avec pour conséquence la nécessité des restaurations régulières de ses œuvres. Le peintre et critique d'art George Beaumont qualifie Turner et ses suiveurs comme Callcott de « peintres blancs » car ils mettent au point dès le début du XIXe siècle l'utilisation d'un fond blanc pour donner à leurs tableaux la fraîcheur des couleurs et la luminosité, permettant le passage direct des effets de l'aquarelle dans la peinture à l'huile, « effets tout à fait différents de ceux obtenus avec les fonds rouges ou bruns traditionnels des anciens Maîtres ».
Son passage d'une représentation plus réaliste à des œuvres plus lumineuses, à la limite de l'imaginaire (Tempête de neige en mer), se fait après un voyage en Italie en 1819 (Campo Santo de Venise). Turner montre le pouvoir suggestif de la couleur, ainsi, son attirance pour la représentation des atmosphères le place pour le critique d'art Clive Bell, comme un précurseur de la modernité en peinture et de l'impressionnisme jusqu'à devenir « le peintre des incendies ». Mais il peint rarement sur le motif contrairement aux impressionnistes, qui feront de cette pratique une règle. Il préfère en effet recomposer en atelier les nuances des paysages, aidé de sa grande mémoire des couleurs. D'autres critiques préfèrent pousser plus loin encore leur analyse en voyant dans l'absence de lignes et de points de fuite ou la dissolution de la forme dans la couleur, notamment dans les paysages marins (en) de Turner, les prémices de l'abstraction lyrique, voire de l'action painting en gestation.

Peintures de Turner sur Venise
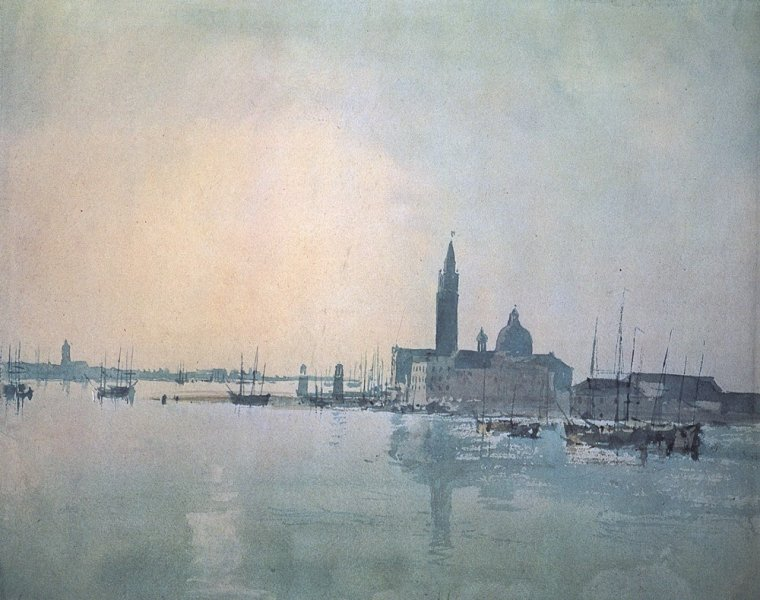
San Giorgio Maggiore at Dawn, 1819.
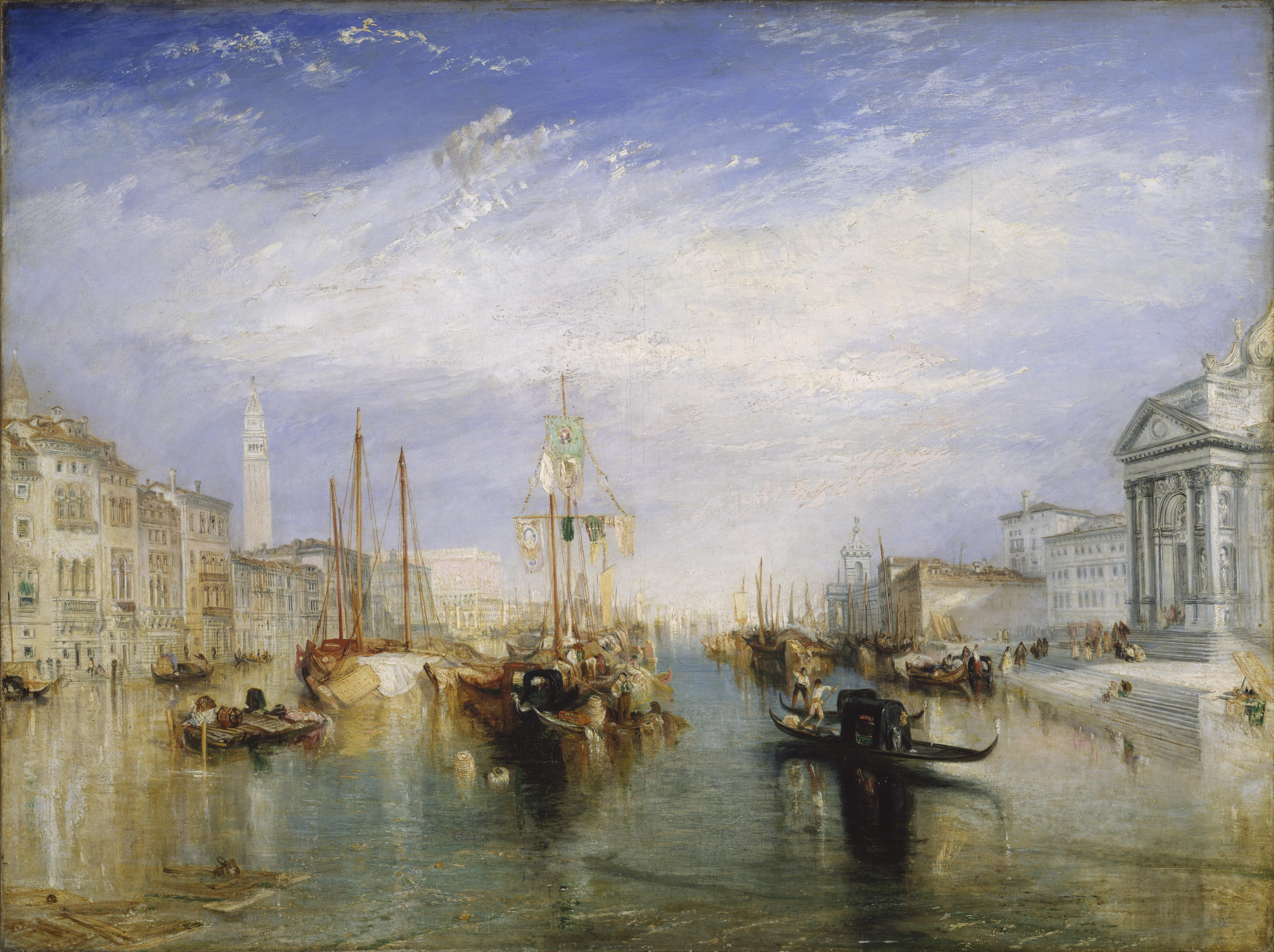
The Grand Canal - Venice, vers 1835.
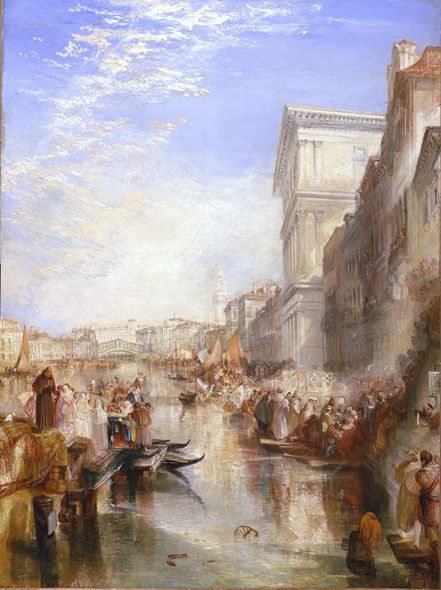
The Grand Canal - Scene - A Street In Venice, 1837.
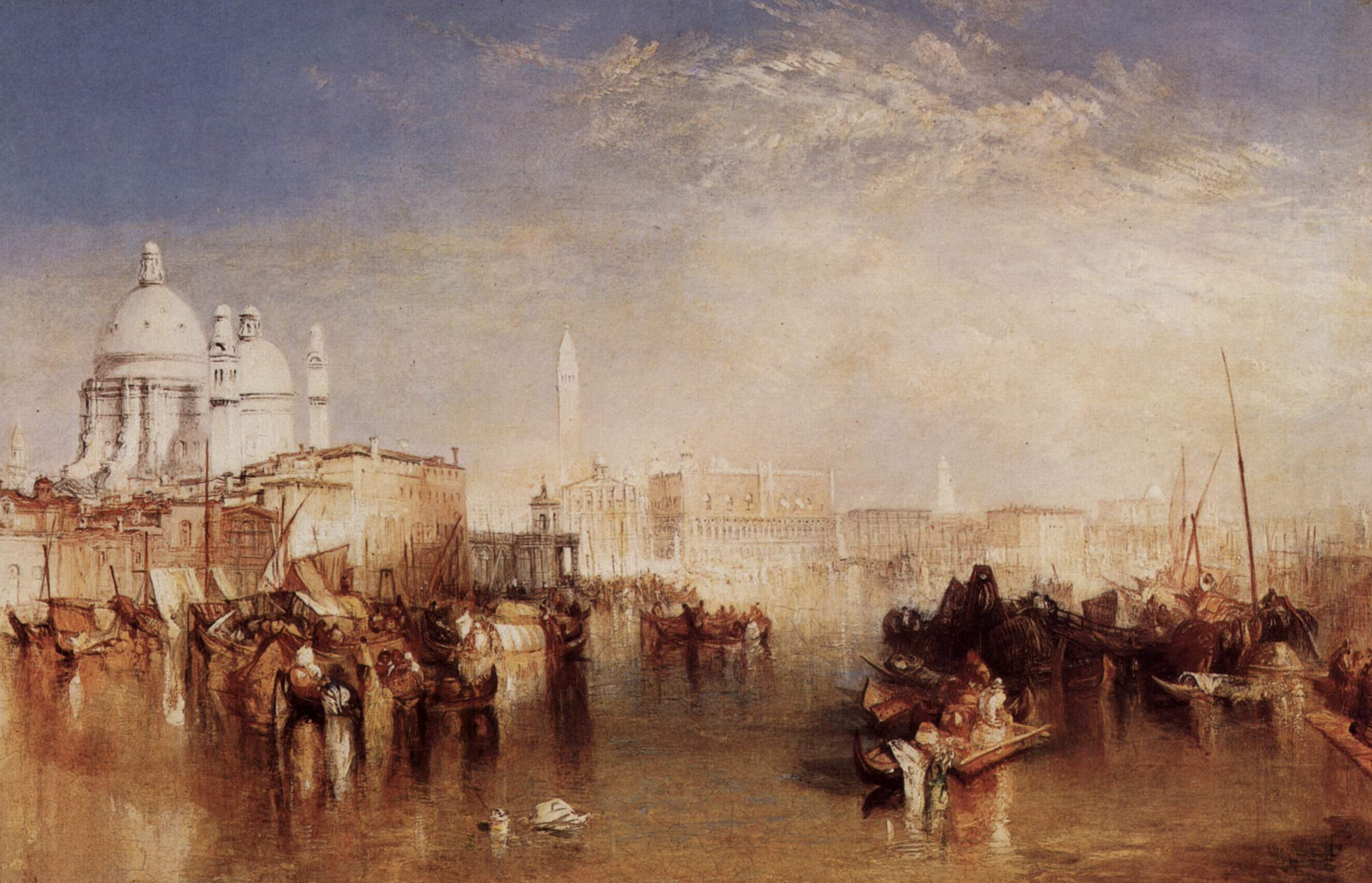
Venise, vue du canal de la Giudecca, 1840.
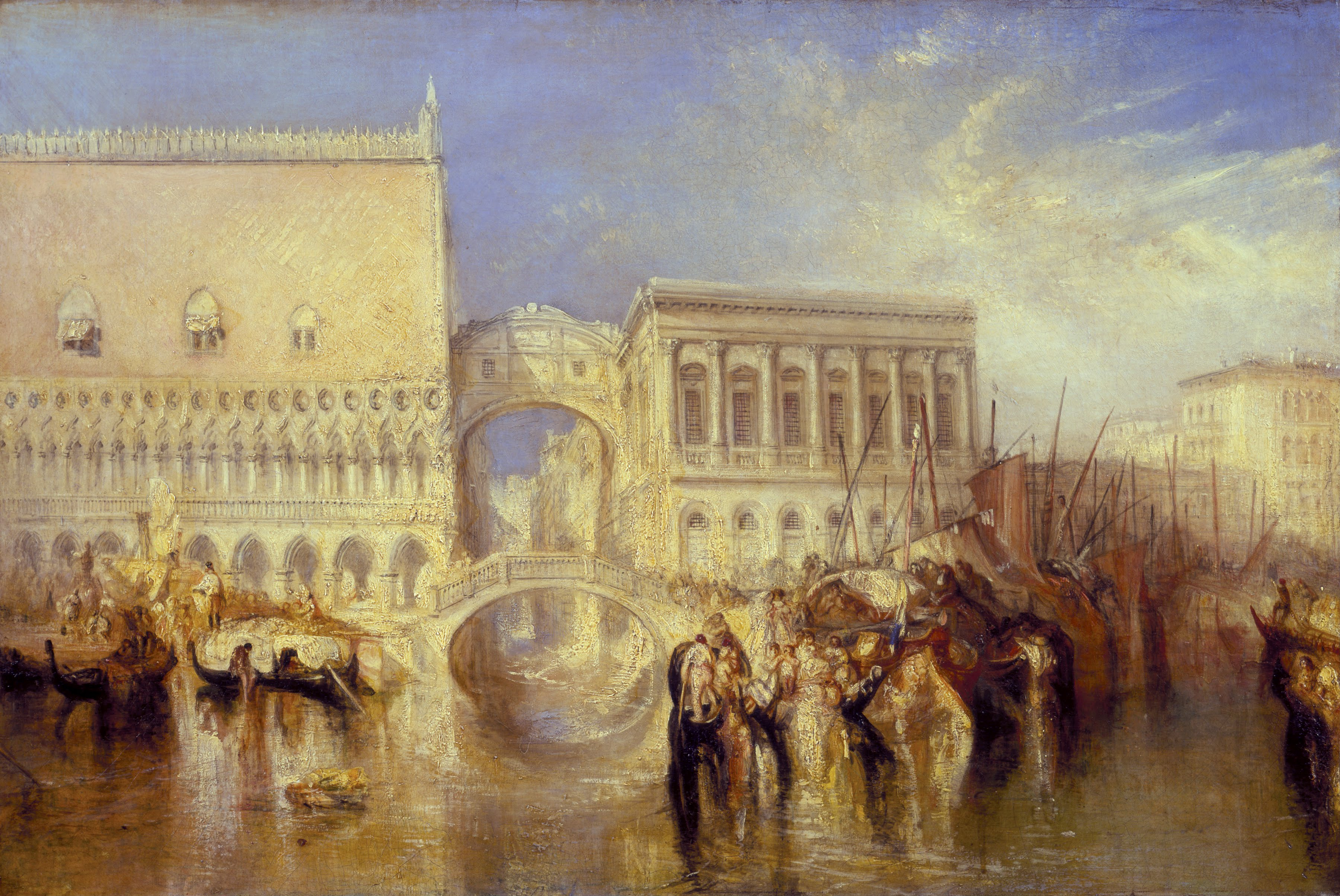
Venice, the Bridge of Sighs, 1840.
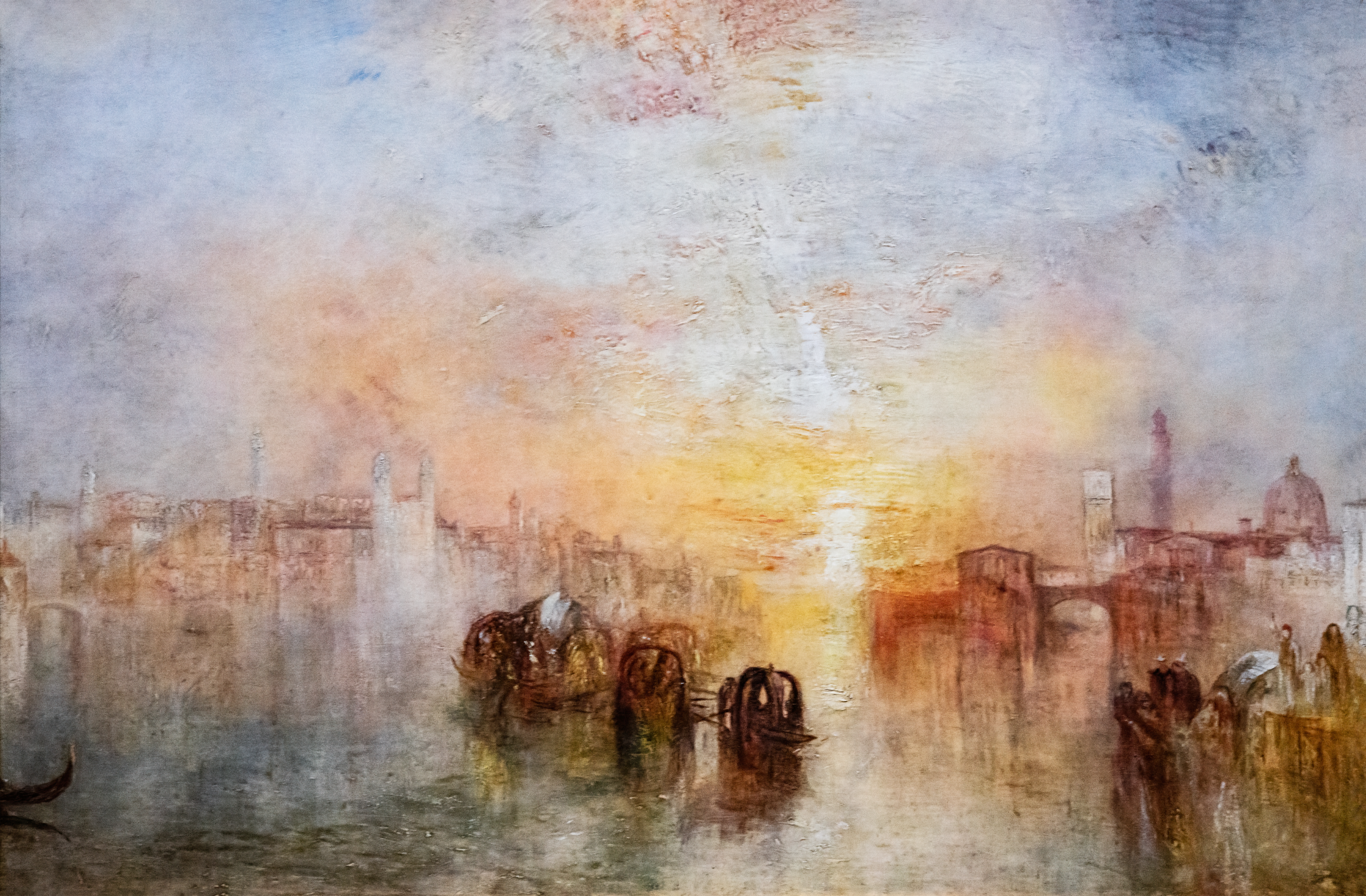
Going to the Ball (San Martino), 1846.

### Prix des œuvres et signature de l'artiste

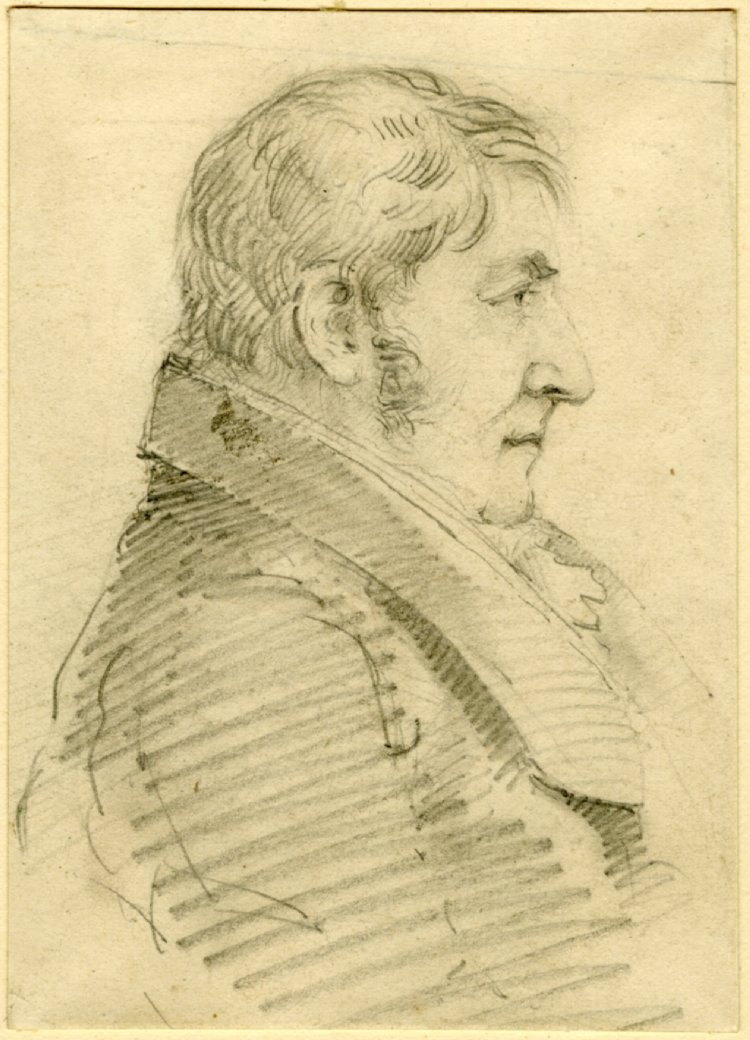
Portrait de Turner par Edward Bird.

Turner fixe les prix de ses œuvres lui-même. Il poursuit néanmoins le fonctionnement en place à la Royal Academy qui fixe le prix en fonction de la taille de la toile. Ainsi vers 1800, une œuvre type, de 91 × 122 cm, vaut 200 guinées. La renommée de Turner évoluant, le prix de ses œuvres s'adapte, mais il en conserve certaines malgré des prix très élevés, à l'exemple de Lever de soleil dans la brume (vers 1844) ou du Dernier Voyage du Téméraire (1838). Du vivant de l'artiste, ce sont les toiles Pas de Calais et Bateaux de pêcheurs avec des négociants qui sont les mieux vendues avec 1 260 livres en 1851, soit 6 000 euros. L'inflation importante du prix des œuvres de Turner est aujourd'hui liée au fait que l'essentiel d'entre elles sont invendables, puisque propriétés de l'État britannique.
Turner a peu l'habitude de signer ses œuvres. Selon la période, les signatures « W Turner », « W m Turner » ou même « William Turner » se retrouvent. Après son élection à la Royal Academy, il signe « JMW Turner » avec généralement la mention « RA » ajoutée, de même que « PP » lorsqu'il devient professeur de perspective. Les signatures se font beaucoup plus rares à partir de 1840, probablement parce que le style de l'artiste est tellement reconnaissable qu'il peut s'en dispenser. Certaines œuvres comme Dogana et Madonna della Salute, Venise (1843) comportent ses initiales en trompe-l'œil. Par facétie, il signe aussi par un vol d'oiseaux ou un canard, son deuxième prénom Mallord ressemblant au mot mallard qui désigne le canard colvert en anglais. Son père est également suspecté d'avoir signé beaucoup d'œuvres de son fils[pas clair].

### Sélection d'œuvres notables

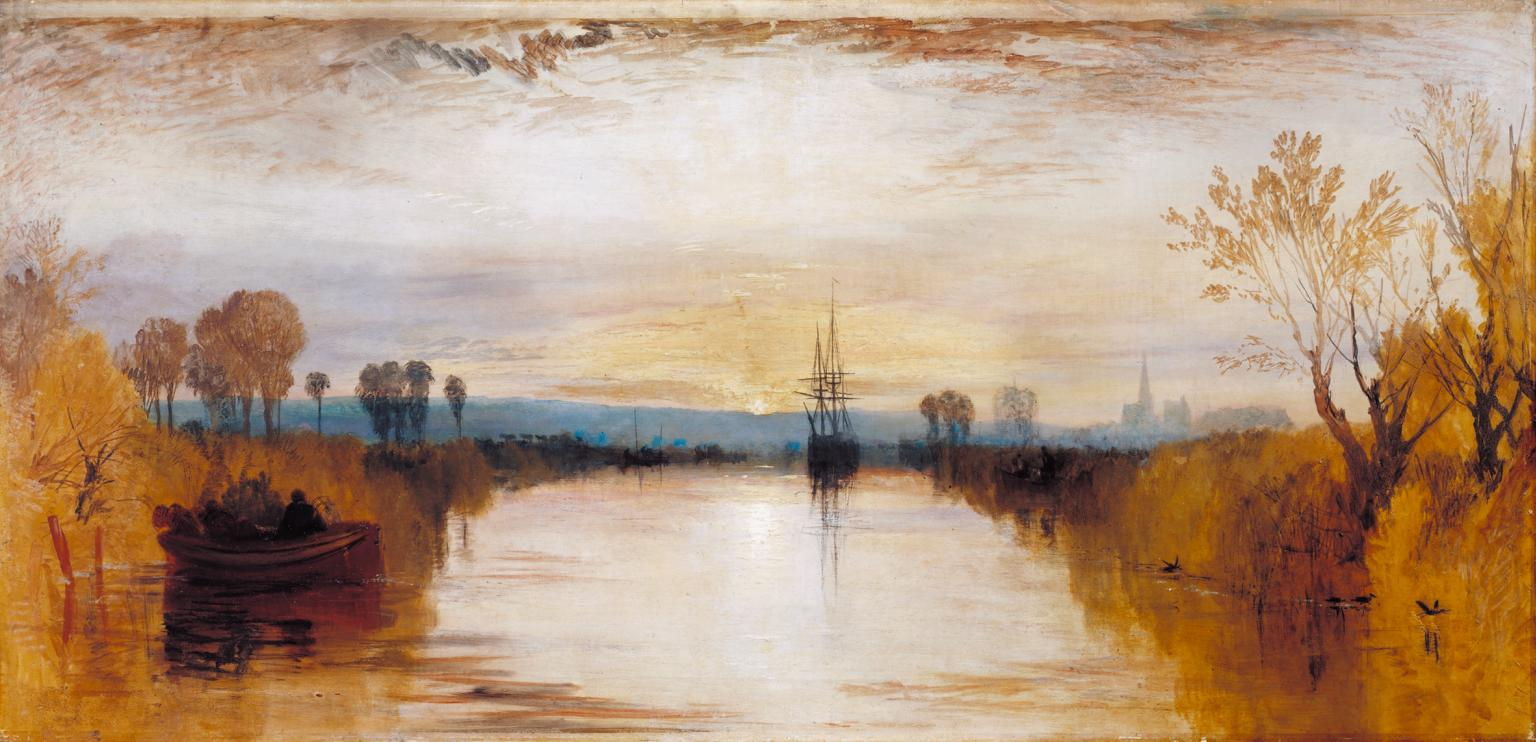
Canal de Chichester, 1828.

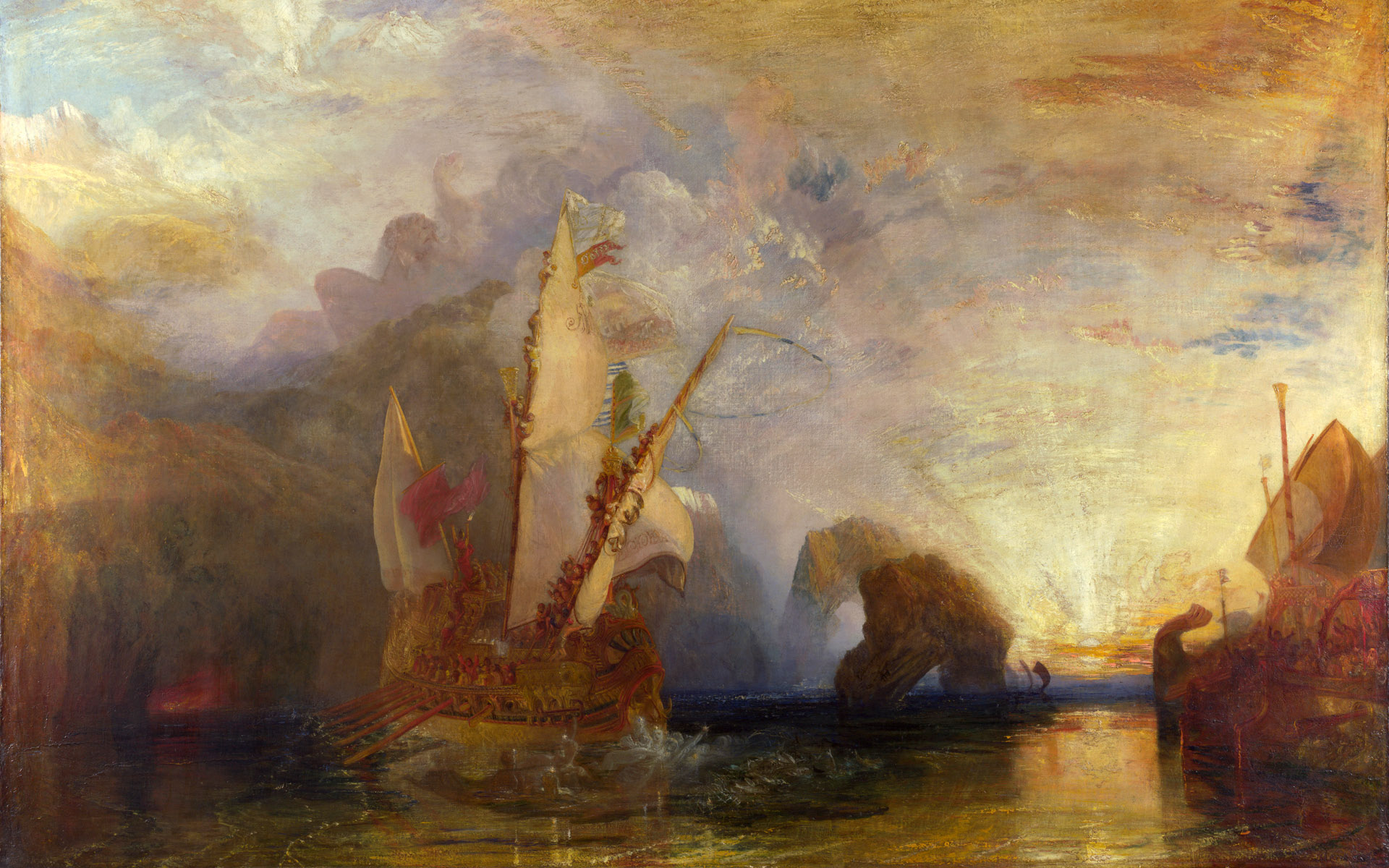
Ulysse se moquant de Polyphème, 1829.

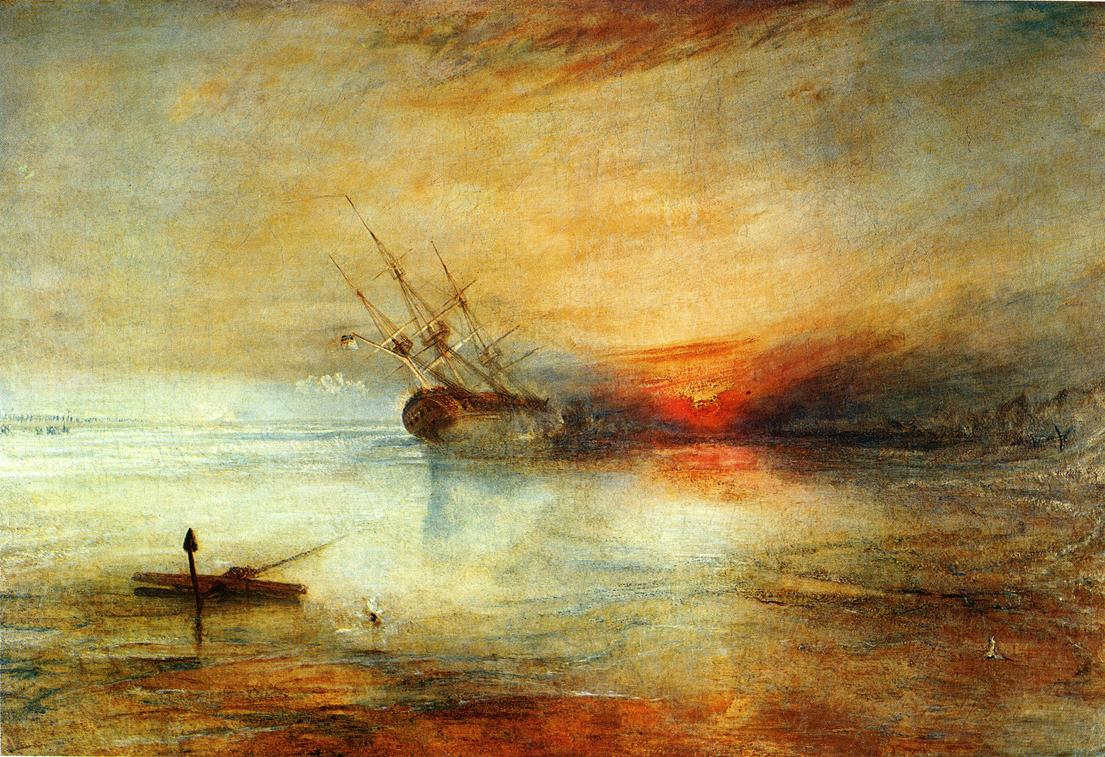
Fort Vimieux, 1831.

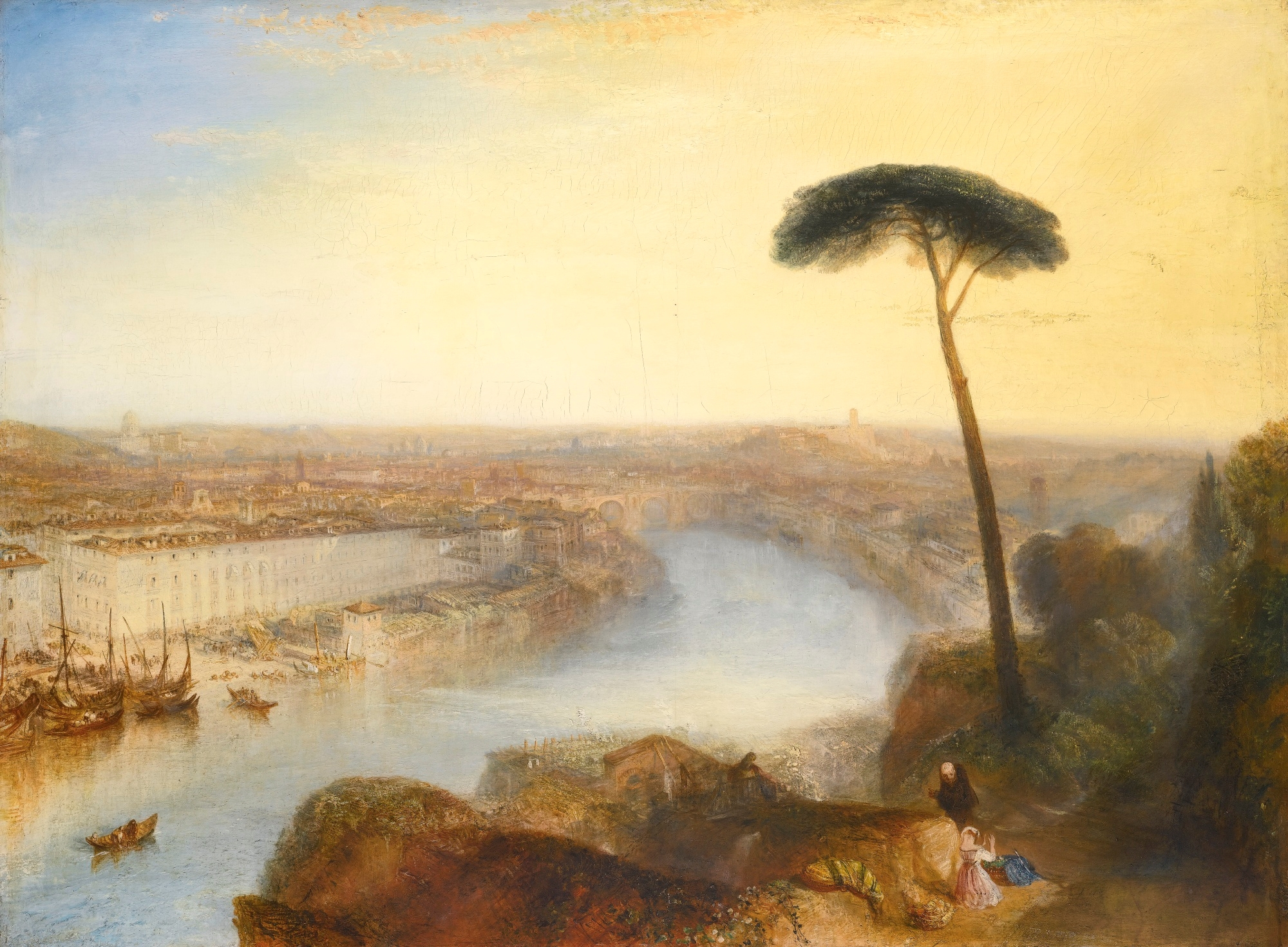
Rome, vue de l'Aventin, 1835.

Peintre prolifique, Turner est un artiste qui a produit plus de 550 peintures à l'huile, 2 000 peintures aquarelles et 30 000 œuvres sur papier (dessins, esquisses). La Tate Britain (ex-Tate Gallery) de Londres a produit le catalogue le plus complet de Turner[réf. souhaitée].
- 1790 : Le Palais de l'archevêque à Lambeth, aquarelle, 26,7 × 38,1 cm, musée d'Art d'Indianapolis[1]
- 1794 : Abbaye de Tintern, graphite et aquarelle sur papier, 35,9 × 25,2 cm, Tate Britain
- 1796 : Pêcheurs en mer, huile sur toile, 91 × 122 cm, Tate Britain
- c. 1799 : Autoportrait, huile sur toile, 74,3 × 58,4 cm, Tate Britain[1]
- exp. 1800 : Château de Dolbadarn, bibliothèque nationale du pays de Galles
- 1800 : La Cinquième Plaie d'Égypte, huile sur toile, 124,4 × 183 cm, musée d'Art d'Indianapolis[64]
- 1802 : Château de Dolbadarn, Nord du pays de Galles, huile sur toile, 119,5 × 90,2 cm, Royal Academy of Arts[65]
- 1803 : Fête pour l'ouverture des vendanges à Mâcon, 145 × 234 cm, Graves Art Gallery (Sheffield)[66]
- 1803 : Bonneville, Savoie, huile sur toile, 92 × 123 cm, musée d'Art de Dallas
- 1804 : Le Col du Saint-Gothard, aquarelle grattée, 98,5 × 68,5 cm, Abbot Hall Art Gallery[8]
- 1809 : London, huile sur toile, 90 × 120 cm, Tate Britain[67]
- exp. 1810 : La Chute d'une avalanche dans les Grisons, huile sur toile, 90 × 120 cm, Tate Britain[68]
- exp. 1812 : Tempête de neige : Hannibal et son armée traversant les Alpes, huile sur toile, 146 × 237,5 cm, Tate Britain[69]
- exp. 1815 : La Traversée du ruisseau, huile sur toile, 193 × 165 cm, Tate Britain[70]
- 1815 : Didon construisant Carthage ou l'Ascension de l'Empire carthaginois, huile sur toile, 155,5 × 232 cm, National Gallery[71]
- 1817 : L'Éruption du Vésuve, 28,6 x 39,7 cm, Centre d'art britannique de Yale[72]
- 1822 : La Bataille de Trafalgar, huile sur toile, 259 × 365,7 cm, National Maritime Museum
- 1827 : Scène dans le Derbyshire, huile sur toile, 45 x 61 cm, Musée national des beaux-arts du Québec[73]
- 1828 : Canal de Chichester, huile sur toile, 65 × 135 cm, Tate Britain
- 1829 : Ulysse se moquant de Polyphème, huile sur toile, 132,5 × 203 cm, National Gallery[74]
- 1829-1930 : Vue du château de Saint-Germain-en-Laye, graphite et aquarelle, 29,9 × 45,7 cm, musée du Louvre[75]
- 1830 : Plage de Calais à marée basse, « poissards » ramassant des appâts, huile sur toile, Bury Art Museum (en)
- 1831 : Fort Vimieux, huile sur toile, 71,1 × 106,7 cm, collection particulière
- 1835 : Rome, vue de l'Aventin, huile sur toile, 92 × 125 cm
- 1835 : Musique à Petworth, huile sur toile, 121 × 90,5 cm, Tate Britain
- 1835 : L'Incendie de la Chambre des lords et des communes, le 16 octobre 1834, huile sur toile, 92 × 123 cm, Philadelphia Museum of Art[76]

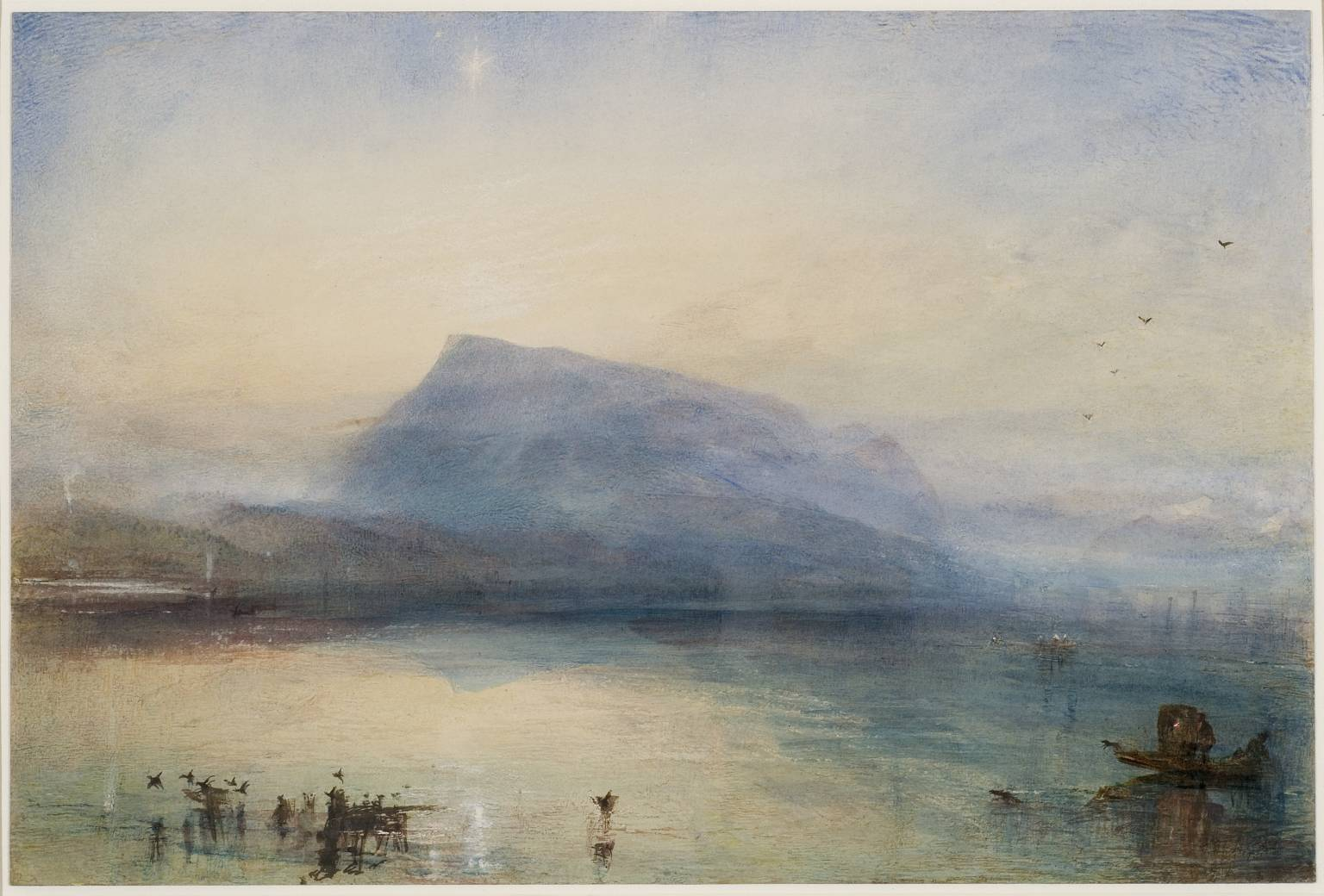
Rigi bleu,, 1842, Tate Gallery

- Rigi bleu, 29,7 × 45 cm, 1842, Tate Gallery1839 : Le Dernier Voyage du Téméraire, huile sur toile, 91 × 122 cm, National Gallery[77]
- 1840 : Le Négrier, huile sur toile, 90,8 × 122,6 cm, musée des Beaux-Arts (Boston)[78]
- 1840 : Rockets and Blue Lights (Close at Hand) to Warn Steamboats of Shoal Water, huile sur toile, 92,1 × 122,2 cm, Clark Art Institute
- 1842 : série des Rigi : Rigi bleu, Rigi rouge et Rigi noir (aquarelles), Tate gallery, National Gallery of Victoria, et collection particulière
- exp. 1842 : Paix - Funérailles en mer, huile sur toile, 87 × 86,7 cm, Tate Britain[79]
- exp. 1842 : Tempête de neige en mer, huile sur toile, 91,4 × 121,9 cm, Tate Britain[80]
- exp. 1843 : Lumière et Couleur, huile sur toile, 78,7 × 78,7 cm, Tate Britain[81]
- 1844 : Pluie, Vapeur et Vitesse, huile sur toile, 90,8 × 122 cm, National Gallery[82]
- vers 1845 : Lever de soleil avec monstres marins, huile sur toile, 91,5 × 122 cm, Tate Britain[83]

## Postérité

### Estampe
La diffusion du travail de Turner passa en premier lieu par la production d'estampes interprétant ses toiles. Parmi les premiers et talentueux graveurs, on compte Robert Wallis (1794-1878).

### Prix Turner
Le prix Turner (en anglais : Turner Prize) est une récompense annuelle décernée à un artiste contemporain — généralement britannique — de moins de 50 ans. Il est organisé par la Tate Britain, à Londres, depuis 1984. Sa dotation est de 40 000 livres sterling.

### Télévision, théâtre et cinéma
Leo McKern joue le rôle de Turner dans le téléfilm The Sun is God (1974), réalisé par Michael Darlow (en).
Dans l'épisode Un indice de trop de la série Hercule Poirot (1991), le célèbre détective souhaite inviter la comtesse Vera Rossakoff à visiter la collection Turner.
Turner est aussi le sujet de la pièce de théâtre Le Peintre (2011) de Rebecca Lenkiewicz.
Le cinéaste britannique Mike Leigh a réalisé le film Mr. Turner (2014) retraçant les dernières années de l'artiste. Pour le rôle de Turner, l'acteur Timothy Spall a reçu le prix d'interprétation masculine au Festival de Cannes 2014.

## Expositions récentes
Au Royaume-Uni
- 2014 : Late Turner : la peinture libérée, exposition sur les quinze dernières années de sa vie, Londres, Tate Britain[89].

En France
- du 14 octobre 1983 au 16 janvier 1984 : J.M.W. Turner, exposition, Paris, Grand Palais ;
- du 24 février 2010 au 24 mai 2010 : Turner et ses peintres, rétrospective, Paris, Grand Palais ;
- du 4 mai 2016 au 18 septembre 2016 : Turner et la couleur, Aix-en-Provence, hôtel de Caumont ;
- du 13 mars 2020 au 13 janvier 2021 : Turner, peintures et aquarelles, Paris, musée Jacquemart-André ;
- A Monaco
- du 6 juillet 2024 au 1er septembre 2024 : Turner, le sublime héritage, Monaco, Grimaldi Forum.

En Suisse
- du 6 juillet 2019 au 13 octobre 2019 : Turner. La mer et les Alpes, Lucerne, Kunstmuseum ;
- du 3 mars 2023 au 25 juin 2023 : TURNER. The Sun is God, Martigny, Fondation Gianadda.

## Voir aussi

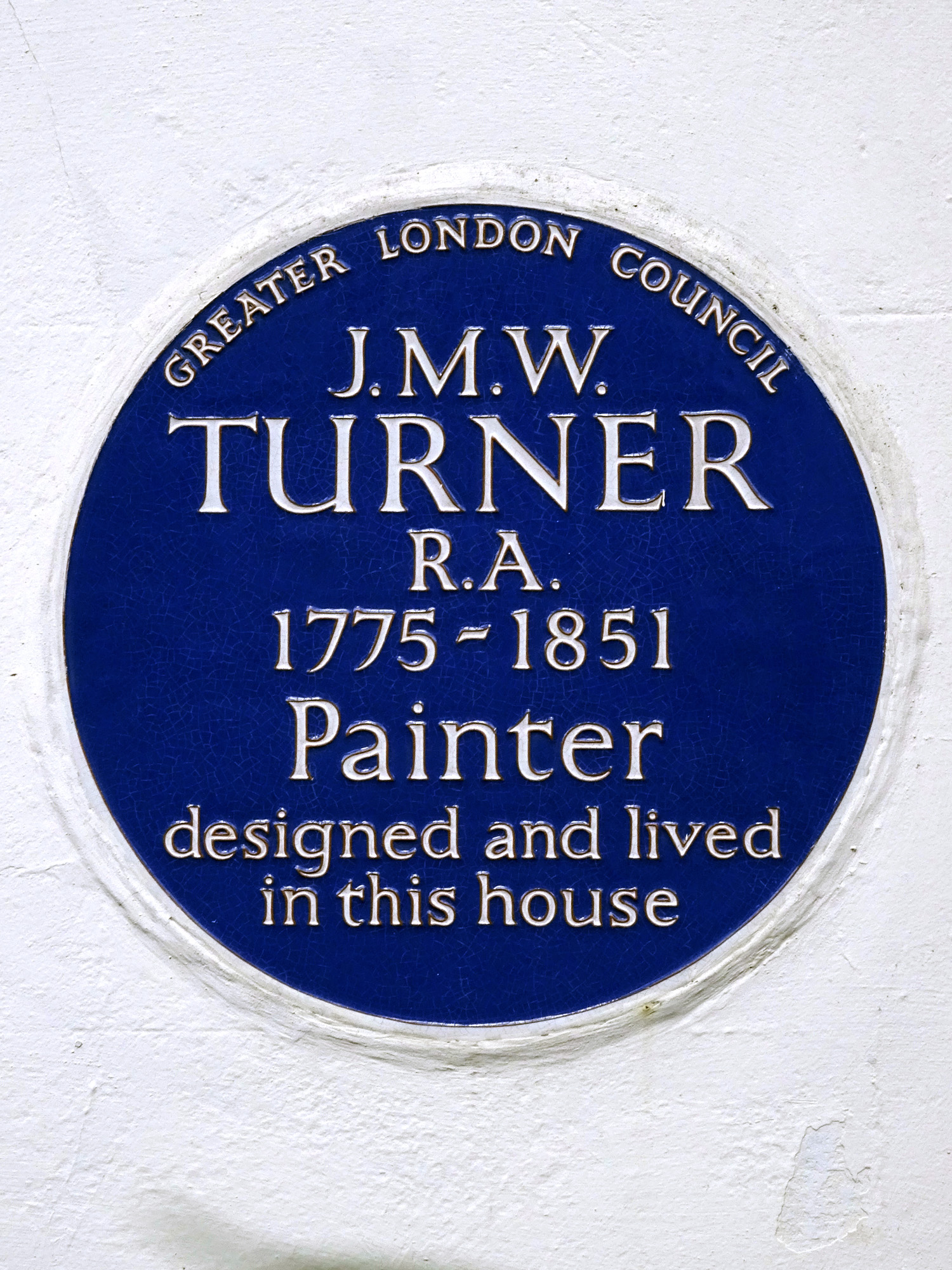
Blue plaque de l'English Heritage située au 40 Sandycombe Road, à Twickenham.